# Alhambra
La Alhambra es un complejo monumental sobre una ciudad palatina andalusí situada en Granada, España. Consiste en un conjunto de antiguos palacios, jardines y fortalezas (alcazaba, del árabe: القصبة al-qaṣbah: 'ciudadela') inicialmente concebido para alojar al emir y la corte del reino Nazarí, más tarde como residencia de los reyes de Castilla y de sus representantes. Su singularidad artística radica en los interiores de los palacios nazaríes, cuya decoración está entre las cumbres del arte andalusí, así como en su localización y adaptación, que generó un paisaje nuevo pero totalmente integrado con la naturaleza preexistente. Además, alberga un museo de arte andalusí, la pinacoteca principal de la ciudad y un antiguo convento convertido en parador nacional.
El complejo es gestionado por la institución Patronato de la Alhambra y el Generalife. En 2016 fue el segundo espacio en número de visitantes de España, tras la Sagrada Familia de Barcelona, con 2 615 188 visitantes.
En 1984 fue el primer lugar de España declarado Patrimonio de la Humanidad por la Unesco, junto con el Generalife. En 1994 se extendió este nombramiento al barrio del Albaicín.

## Etimología
Etimológicamente, 'Alhambra' en árabe es al-Ḥamrāʼ (اَلْحَمْرَاء, 'la Roja'), procedente del nombre completo al-Qal'a al-hamra ('castillo rojo'). En su evolución, el español intercala entre la 'm' y la 'r' una 'b', como en 'alfombra', que en el árabe clásico tenía el significado de 'rojez', escrito como al-humra. Existen más teorías para explicar el origen del nombre de la Alhambra, pues hay otros autores que arguyen que en la época andalusí la Alhambra estaba encalada y su color era blanco. El nombre de 'roja' le vendría porque cuando se construyó se trabajaba de noche, y vista por la noche, desde lejos, debido a la luz de las antorchas, se veía roja. Otros autores defienden que 'Alhambra' es simplemente el nombre en femenino de su fundador, Abu al-Ahmar (Muhammad I, reinado 1238-1273), que en árabe significa 'el Rojo', por ser pelirrojo.

## Historia
La Alhambra se levantó sobre la colina de la Sabika, uno de los puntos más elevados de la ciudad de Granada. Este emplazamiento buscaba una situación estratégica defensiva y a la vez representar un claro símbolo, ya que la cima del poder es muy perceptible para el resto de la ciudad, una ubicación escogida para ser contemplada.
La colina de la Sabika ya era un espacio ocupado con anterioridad, al menos desde tiempos de los romanos. Las primeras referencias escritas de un emplazamiento militar en la zona datan del año 666. Así, se tiene constancia de los núcleos de Iliberis (Elvira), en Albaicín y Alcazaba; Castilla, cerca del actual pueblo de Atarfe, y Garnata, que era más bien un barrio de Iliberis, en la colina frente a la alcazaba. En el 756 hay población árabe en los núcleos del Albaicín y la Alhambra. 
La extensión de la colina permitió albergar el complejo, que ocupa unos 740 m de longitud y entre 180 m y 40 m de anchura.
A partir de la muerte de Alhakén II, segundo califa Omeya, en 976, la historia política del califato Omeya se convirtió en un cúmulo de reveses. La reconquista cristiana pasó a ser el impulso dominante dentro de la península. En este contexto, la transformación de Gharnata de pequeña población en ciudad de cierta importancia ocurrió a principios del siglo XI, cuando la dinastía bereber de los ziríes formó un principado semiindependiente. Bajo los gobernantes Badis ben Habús y Abd Allah ibn Buluggin (1025-1090), la ciudad aumentó en población.[cita requerida]

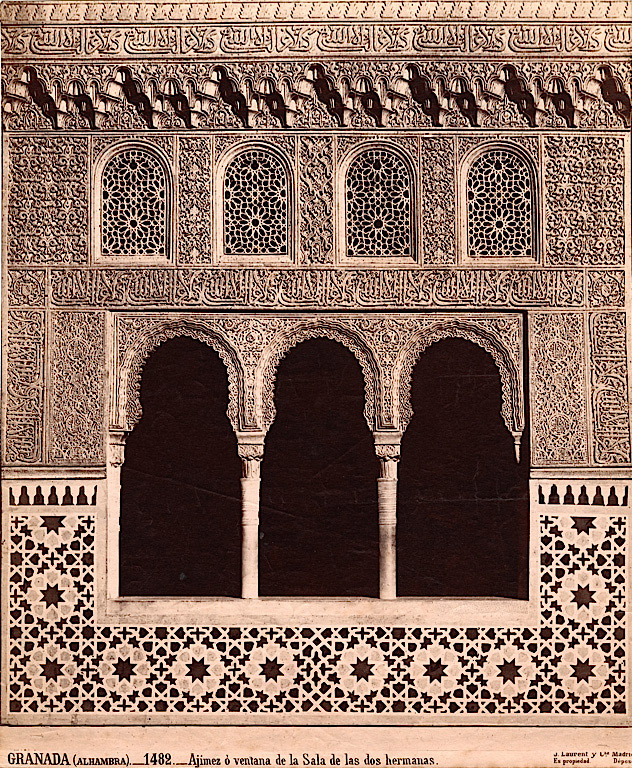
Ventana de la Sala de las Dos Hermanas, por Juan Laurent (c. 1874), Department of Image Collections, biblioteca de la Galería Nacional de Arte, Washington D. C.

Los edificios estaban concentrados en la colina de la Alcazaba y en su entorno inmediato. Para la formación de la Alhambra, el acontecimiento más importante es la construcción por el visir Yusuf ibn Nagrela de una fortaleza-palacio en la colina de la Sabika. Un poema de Ibn Gabirol parece indicar que los leones de la fuente de los Leones se hallaban originariamente en el palacio de este visir judío. Puede que haya habido otras construcciones puramente militares en la colina de la Alhambra durante el período zirí, pero es difícil distinguirlas con precisión.
El año 1238 señaló un segundo momento crucial. Muhammad ibn Nasr, llamado Al-Hamar (el Rojo) por el color de su barba, tomó la ciudad. Aceptó una relación de vasallaje con la corona de Castilla y de ese modo entró por la puerta de Elvira para ocupar el palacio del Gallo del Viento (la antigua Alhambra). Fue el fundador de la dinastía de los nazaríes. La paradoja de la Granada nazarí consiste en el hecho de que un poder político y militar decadente, moribundo en realidad, coincidiera con una cultura original y sorprendentemente rica. La Alhambra se creó en un mundo políticamente inestable, pero económicamente próspero.

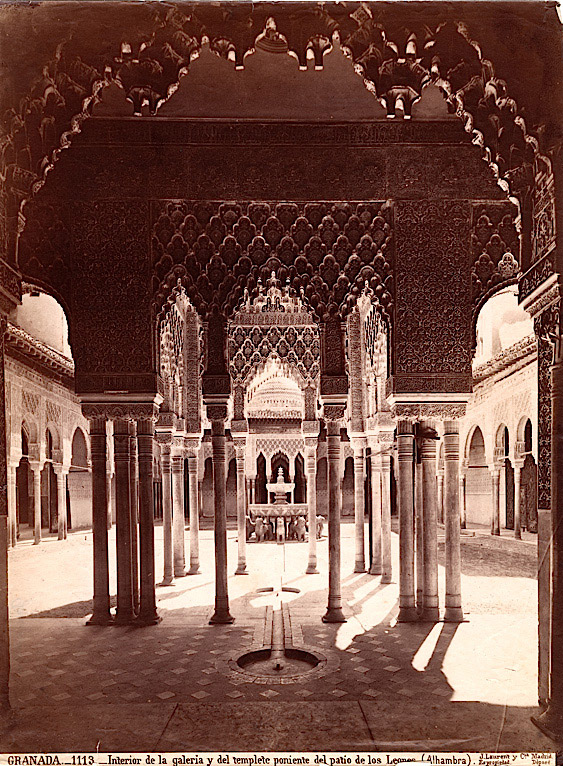
Patio de los Leones, Alhambra por Juan Laurent, 1871, Department of Image Collections, National Gallery of Art Library, Washington D. C.

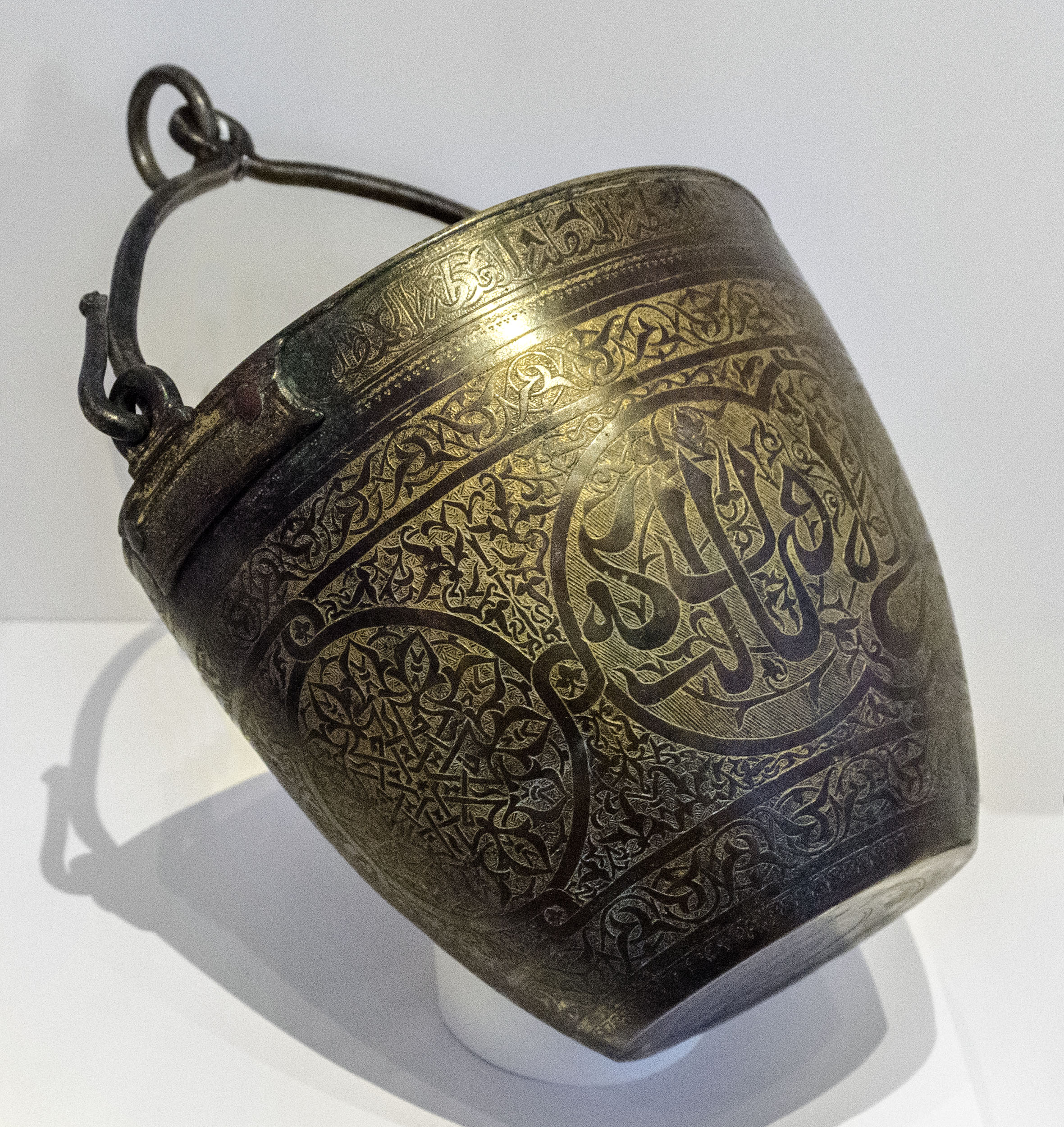
Acetre procedente de la Alhambra, conservado en el M.A.N.. Estos recipientes se utilizaban para esparcir agua caliente sobre el suelo de los baños y producir vapor

Ben-Al-Hamar construyó el primer núcleo del palacio, que posteriormente fortificó su hijo Muhammad II. Con toda probabilidad, las murallas exteriores y el acueducto se completaron al final del siglo XIII. Los jardines y pabellones del Generalife datan al parecer del reinado de Isma'il (1314-1325). Pero los emplazamientos más importantes de la Alhambra (el complejo del patio de los Arrayanes y el de los Leones) pertenecen a la época de Yusuf I (1333-1354) y Muhammed V. Este estilo granadino es la culminación del arte andalusí. Tras tres siglos de actividad, quedan bien diferenciados los tres sectores en la Alhambra: la alcazaba, el entramado urbano y los palacios.
En 1492 finalizó la conquista de Granada por los Reyes Católicos. Hernando del Pulgar, cronista de la época, cuenta: «El conde de Tendilla y el Comendador Mayor de León, Gutierre de Cárdenas, recibieron de Fernando el Católico las llaves de Granada, entraron en la Alhambra y encima de la Torre de Comares alzaron la cruz y la bandera». La Alhambra pasa así a ser ciudadela y palacio real de los reyes cristianos y el complejo continúa su desarrollo: se añade el convento de San Francisco en 1494, el palacio de Carlos V en 1527 y la iglesia de Santa María de la Encarnación de la Alhambra en 1581.
El 6 de mayo de 1893 la Alhambra fue visitada por la emperatriz consorte de Austria, Sissi.

## Accesos

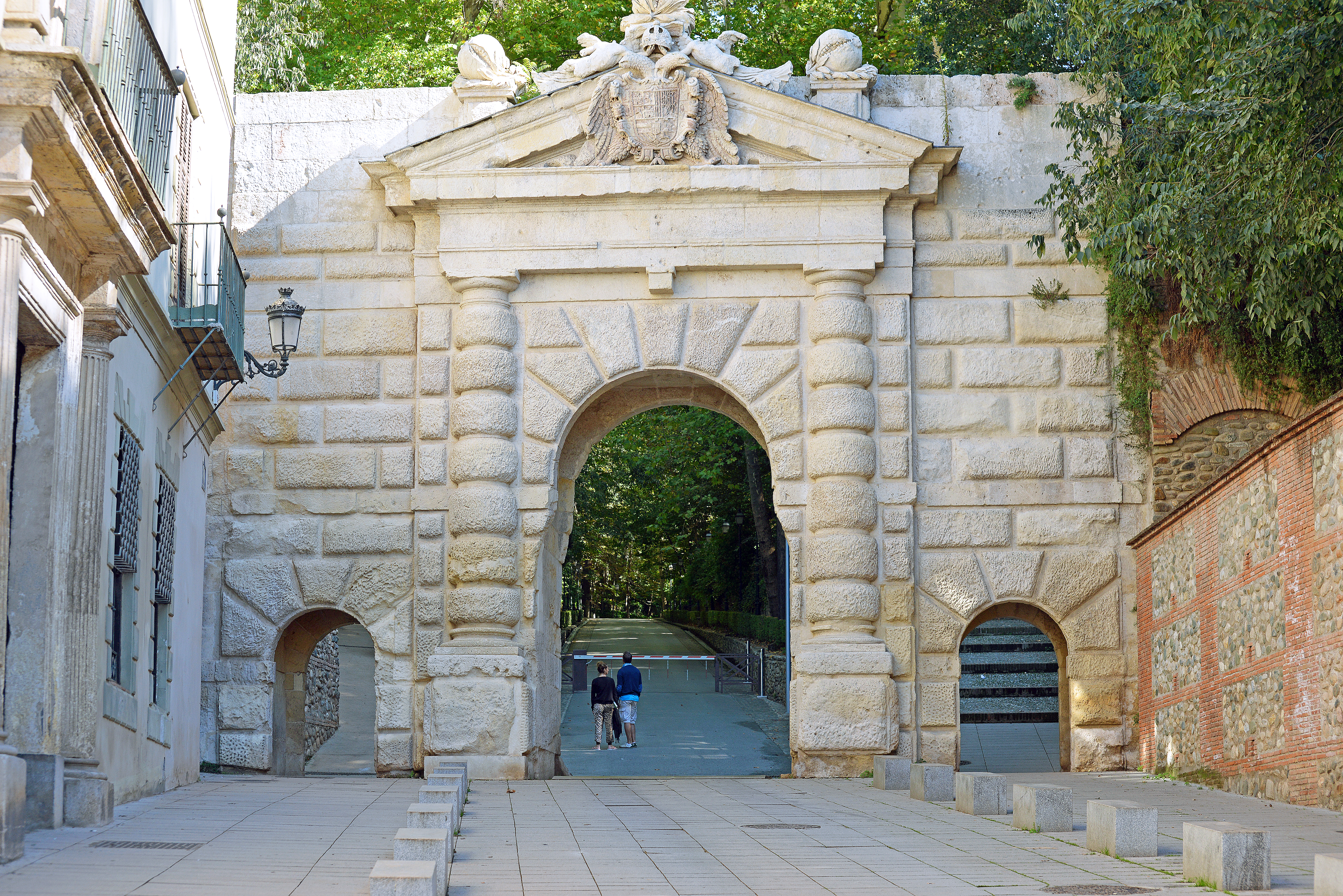
Puerta de las Granadas
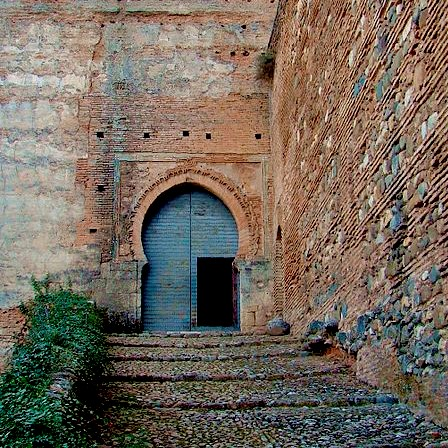
Acceso a la puerta de las Armas desde la ciudad
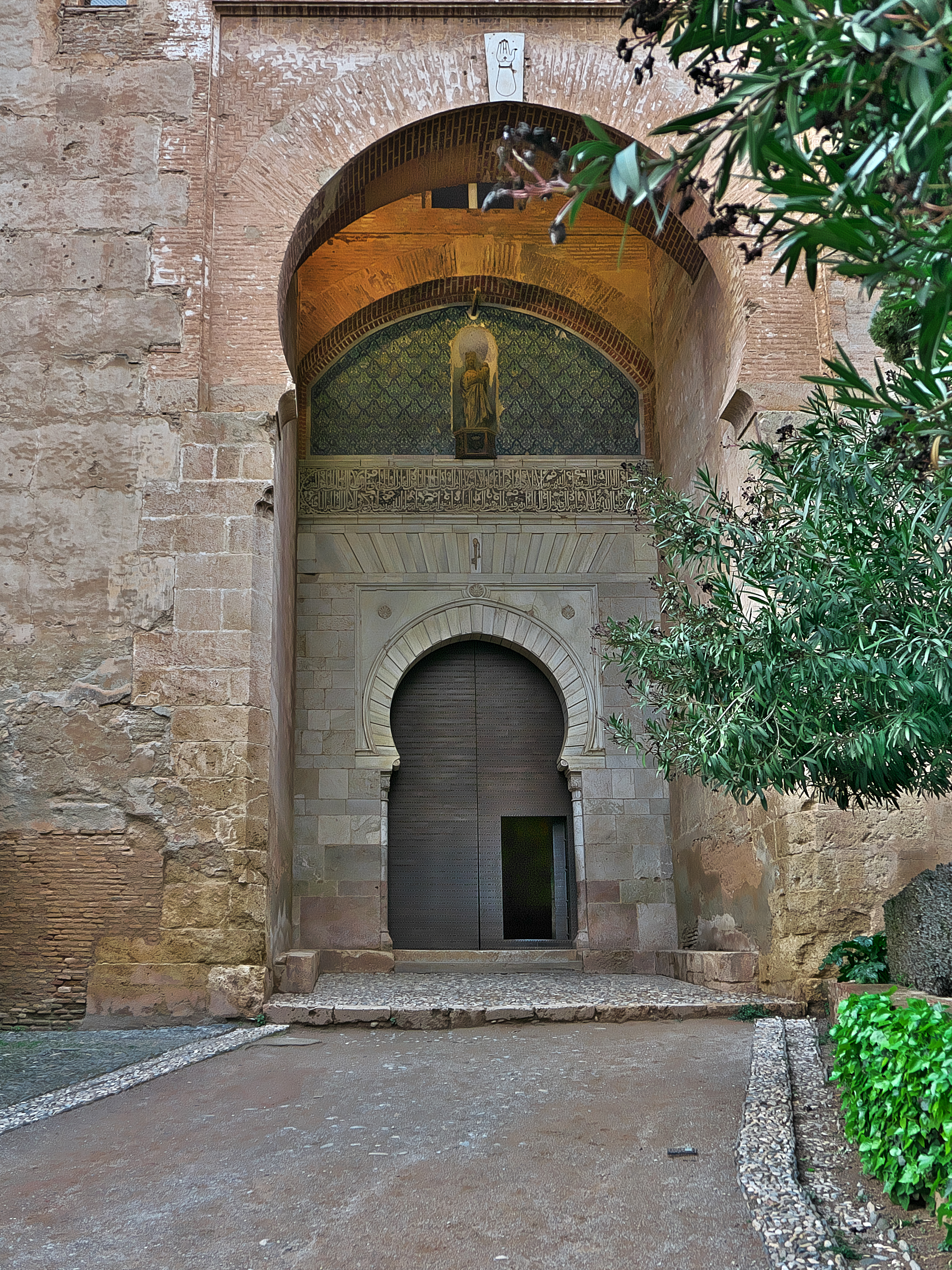
Puerta de la Justicia
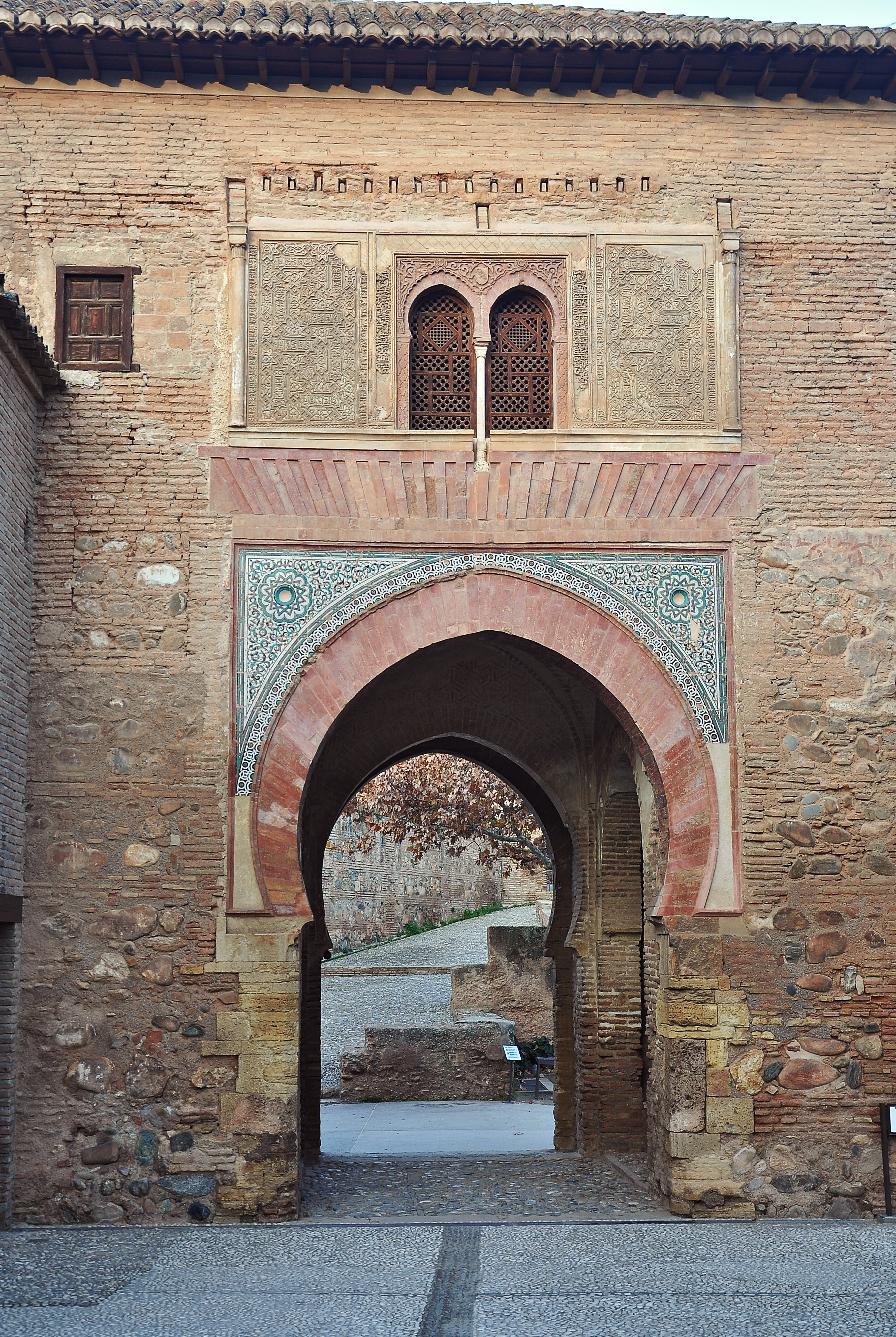
Puerta del Vino
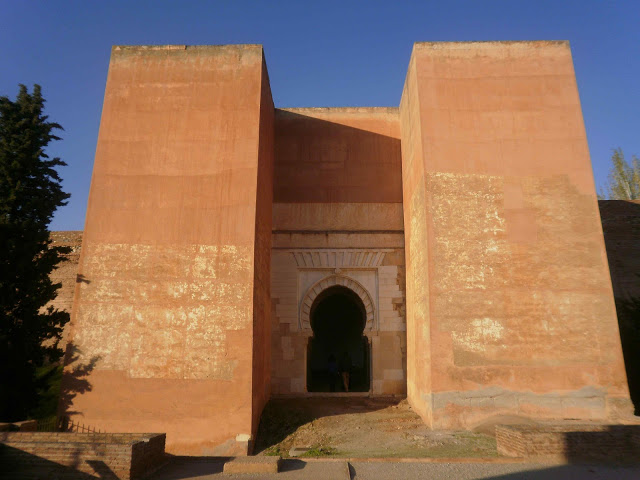
Puerta de los Siete suelos

Las diferentes vías de acceso al recinto de la Alhambra que se han abierto de su inicio son:

### Sur
Subiendo desde plaza Nueva por la cuesta de Gomérez, hay que atravesar el bosque de la Alhambra, entrando desde la Puerta de las Granadas. Esta es de tiempos de Carlos V y se levantó en sustitución de la puerta original, la Bib al-Buxar o puerta de las Alegres Nuevas, conocida también como Bib al Jadaq o del foso, torreón defensivo que protegía el valle.

#### Puerta de las Armas
Es la más antigua de las entradas de la Alhambra, a la que se llega desde la orilla del Darro, bordeando la torre de la Vela y terminando debajo de la torre de las Armas, en la parte norte del recinto.

#### Puerta de la Justicia y puerta del Vino
También llamada de la Explanada. Al sur del recinto, constituye la mayor de las torres-puertas nazarí y la principal desde el dominio cristiano. Está formada por un arco de herradura apuntado de ladrillo. Fue construida y abierta en 1348, bajo el reinado de Yusuf I. En el centro de la clave puede verse el relieve de una mano (señal de bienvenida y para combatir el mal de ojo). Más adentro se abre una segunda fachada de menores dimensiones, también con arco de herradura. Sobre este segundo arco, se encuentra un relieve de una llave y por encima una inscripción fundacional que describe el nombre de la puerta y la fecha de su terminación (30 de mayo a 28 de junio de 1348). Cerca está la puerta de los Carros, único acceso rodado, vehículos autorizados a la medina. Antes de llegar a la medina se encuentra la Puerta del Vino, que también comunica la alcazaba con la zona de palacios. Desde ella se desemboca en una explanada llamada plaza de los Aljibes, por estar encima de una serie de aljibe. Esta puerta es una de las edificaciones más antiguas, siendo atribuida su edificación a la época del Sultán Muhammand III (1302-1309), la decoración de la fachada o portada de poniente corresponde a la época finales del siglo XIII o principios del XIV, y la de levante es posterior a 1367.

#### Puerta de los Siete Suelos
También llamada de las Albercas, es la que daba acceso a la parte alta de la medina hasta el dominio cristiano, pues por ella abandonó Boabdil la ciudad de Granada y los Reyes Católicos la mandaron tapiar en señal de respeto, hoy en día permanece cerrada. 
Es famosa por aparecer en algunas de las aventuras de los Cuentos de la Alhambra, de Washington Irving, ambientadas en ella. La leyenda dice que El Caballo Peludo y El Caballo sin Cabeza que son invisibles pero se les puede oír en sus subterráneos, de los que solo se han encontrado cuatro bajo ella.

### Norte

#### Puerta del Arrabal
Bajo la torre del mismo nombre, también al norte, se llegaba desde la cuesta de los Chinos, al final del paseo de los Tristes y era usada para llegar al Generalife.

### Este

#### Acceso con entrada
Conecta el Secano con el Generalife; ambos solo pueden visitarse con entrada. Desde 1988 es el acceso principal desde el centro de visitantes, a través de la red viaria exterior, próxima al actual cementerio, para eliminar el tráfico rodado, que resulta perjudicial por los accesos tradicionales.

## Alcazaba

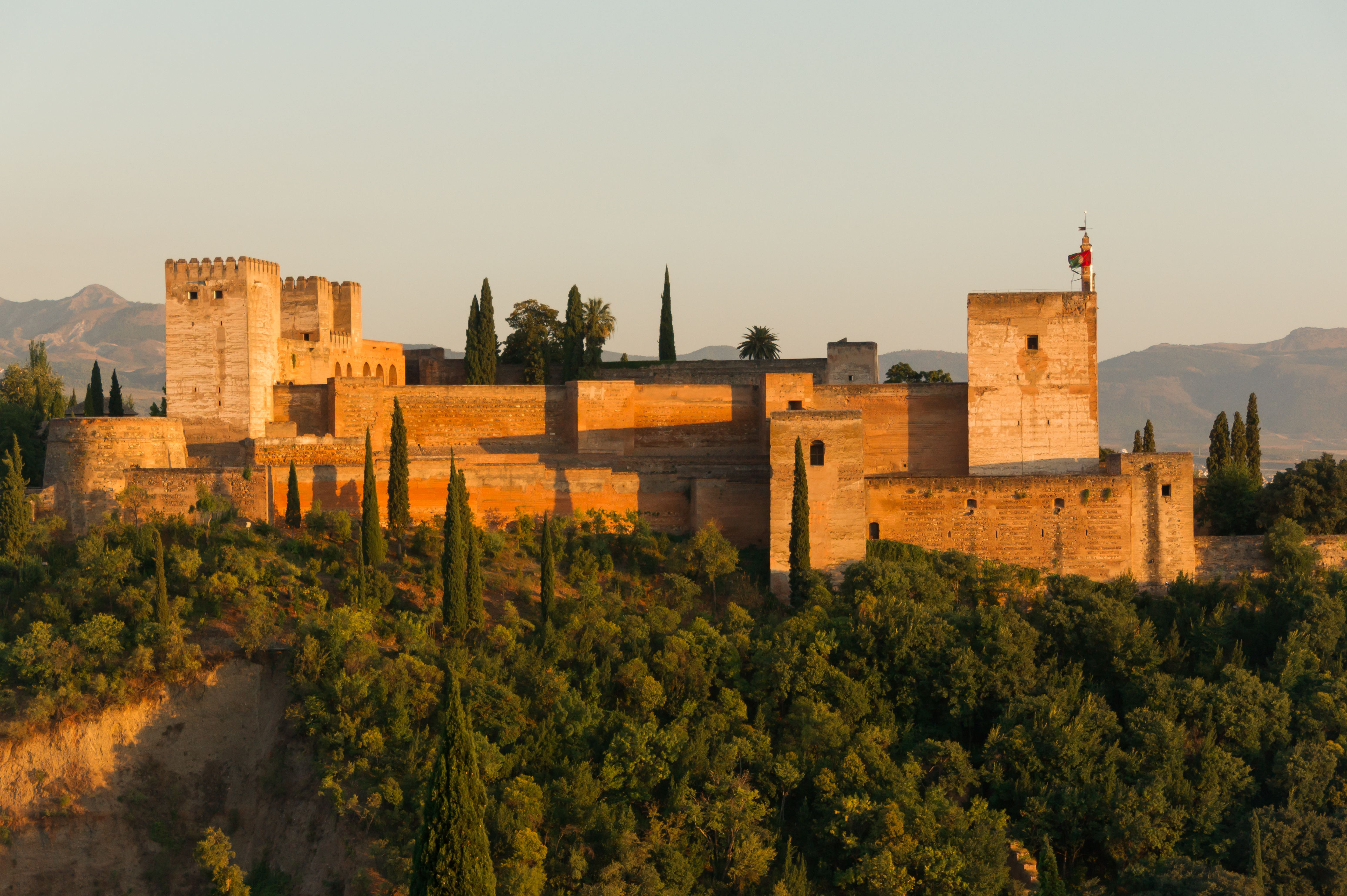
Vista de la alcazaba de la Alhambra desde el norte. A la derecha se levanta la torre de la Vela, a su izquierda más bajas se distingue la torre de Armas y a la izquierda destaca por sus dimensiones la torre del Homenaje y delante de ella la torre del Cubo

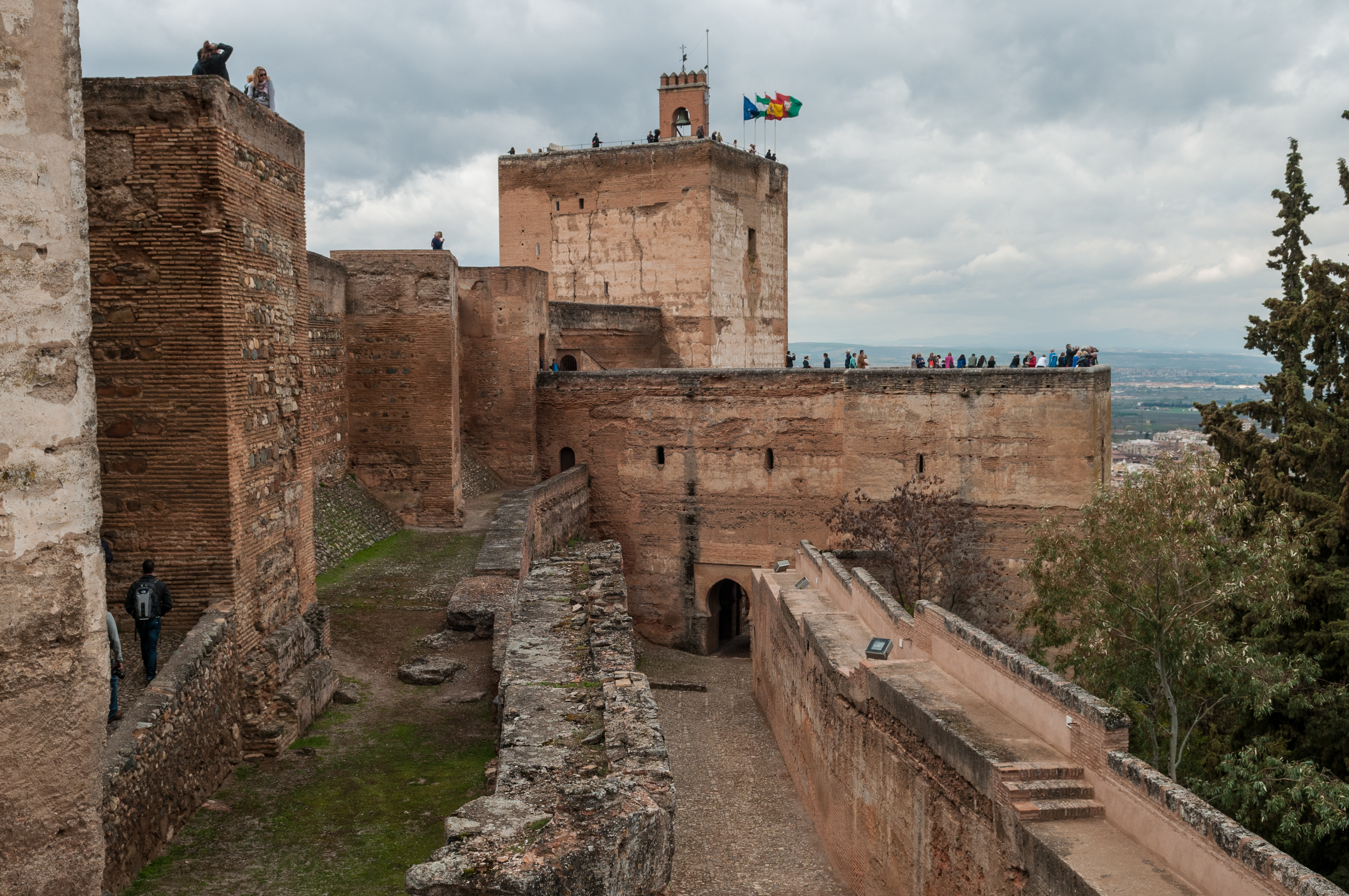
La barbacana y muralla de la alcazaba, por detrás la torre de armas y al fondo torre de la Vela

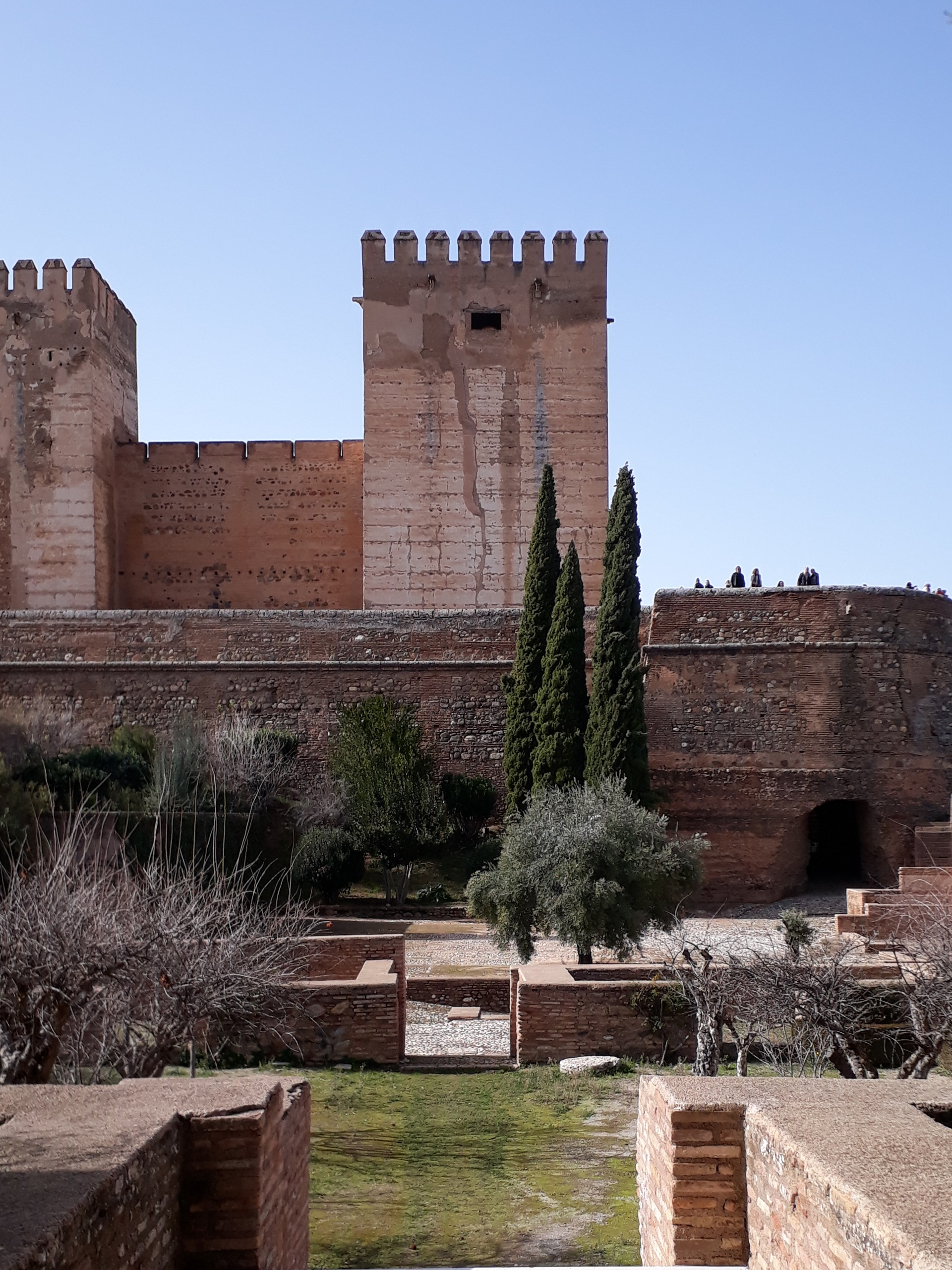
Torre del homenaje

La alcazaba es el recinto situado en la parte más occidental del cerro de Sabika, de planta trapezoidal algo irregular, constituía la zona militar, centro de la defensa y vigilancia del recinto y con ello fue la parte de construcción más antigua de la Alhambra. Las primeras edificaciones hispano-árabes realizadas se corresponden con la época califal, en el siglo XI. Así como de la dinastía zirí, ampliándose las mismas al convertirse Granada en capital de uno de los reinos de Taifas. Con Muhammad I, primer rey nazarí de Granada, se reconstruyó y amplió esta fortaleza, se reforzaron sus muros y se levantaron las principales torres. Su sucesor Muhammad II terminó las obras de reconstrucción de la alcazaba. Con anterioridad a la edificación de los palacios nazaríes, esta área compartía también una función de alojamiento real. 
Sus elementos principales son:

### Norte
Avanzando de derecha a izquierda
- Terraza de la Torre del Cubo. Torre semicircular, construida alrededor de 1586, fue vaciada en el siglo XX. Hoy en día constituye una terraza de privilegio para la contemplación del valle del Darro y el Albaicín.
- Adarve de la muralla norte.
- Plaza de Armas y terraza o torre de la plaza de Armas. A finales del siglo XIV Ismail I levantó una puerta bajo esta torre, para las subidas desde Granada, lo que supuso una reestructuración de la zona norte, demoliendo parte de las caballerizas para su construcción.[15]
- Torre de los Hidalgos, ubicada a los pies de la torre de la Vela, tiene carácter defensivo.

### Oeste

#### Torre de la Vela
Construida entre 1238 y 1279, constituía la torre de defensa más grande del conjunto militar, por su altura domina toda la vega granadina. Su nombre procede de la campana que los cristianos colocaron en la torre tras la conquista de la ciudad. Sonaba al alba para avisar a los agricultores del riego de las huertas en la Vega de Granada, por tanto, los mantenía en vela, y de ahí su nombre.
- Bastión de artillería, revellín, construido en el periodo cristiano.

### Sur
- Torre de la pólvora.
- Jardín de los Adarves, fue creado en el siglo XVII, cuando la fortaleza perdió su carácter defensivo. Existen buenas panorámicas desde este jardín.

### Este
Frente más amplio del trapezoide que forma la alcazaba, con unos 75 m de altura. Al otro lado de esta muralla se encuentra la gran explanada de la plaza de los Aljibes.

#### Torre del Homenaje
Es la mayor de las torres de este frente, tiene entre 22 y 26 m de alto y se levanta en la parte más elevada de la fortaleza. En el siglo XIV, constituía junto con la torre de la Vela, los principales bastiones defensivos de la Alhambra, ofreciendo protección al recinto. En su interior se distinguen seis pisos. Se cree que fue en esta torre donde instaló su residencia Al-Ahmar, el fundador de la Alhambra, cuando decidió construir su palacio. Se encuentra verticalmente, dividida en dos zonas bien diferenciadas. Una zona inferior que comprende los dos primeros niveles, en los que su acceso se hace bajo la muralla norte. La zona superior que comprende el resto de niveles tiene accesos desde la muralla norte y el adarve del muro este. El nivel más alto pudo servir a los alcaides del recinto de centro de operaciones de defensa, y el más bajo, una mazmorra, para almacenar grano, sal y especias.
- Torre Quebrada.
- Torre Adarguero.

Plano del recinto

En el interior de la alcazaba se encuentra el barrio castrense, donde se hallan los restos de los muros de las casas que ocupaban este lugar, con la fisonomía típica de una zona urbanizada:
- Calles estrechas y múltiples callejones
- Viviendas con entrada en recodo y organizadas en torno al patio
- Baño y aljibe en la zona oriental
- Posibles barracones o almacenes, debido a su regularidad y tamaño, en la zona sur

## Medina
La medina se encuentra al servicio de la corte, toda una ciudad pensada para cubrir las necesidades del palacio. Había tres calles principales, que unían y conectaban todas sus partes:
- la calle Real Baja: da acceso al patio de los Leones, al cementerio real y a los jardines del Partal. También sirve de foso entre la medina y la zona palaciega.
- la calle Real Alta: es la vía principal. Parte de la puerta del Vino, construida por Yusuf I y remodelada por Muhammad V, y sigue un recorrido hasta el palacio de los Abencerrajes y el convento de San Francisco, donde se convierte en eje de la zona artesanal. También servía como eje conductivo de la acequia real, ya que llegaba hasta la torre del Agua.
- la calle de Ronda: también conocida como la del Foso, ya que recorre todo el perímetro de las murallas, poniendo en relación todos los elementos del conjunto y serviría de foso en caso de asedio.

### Palacios nazaríes

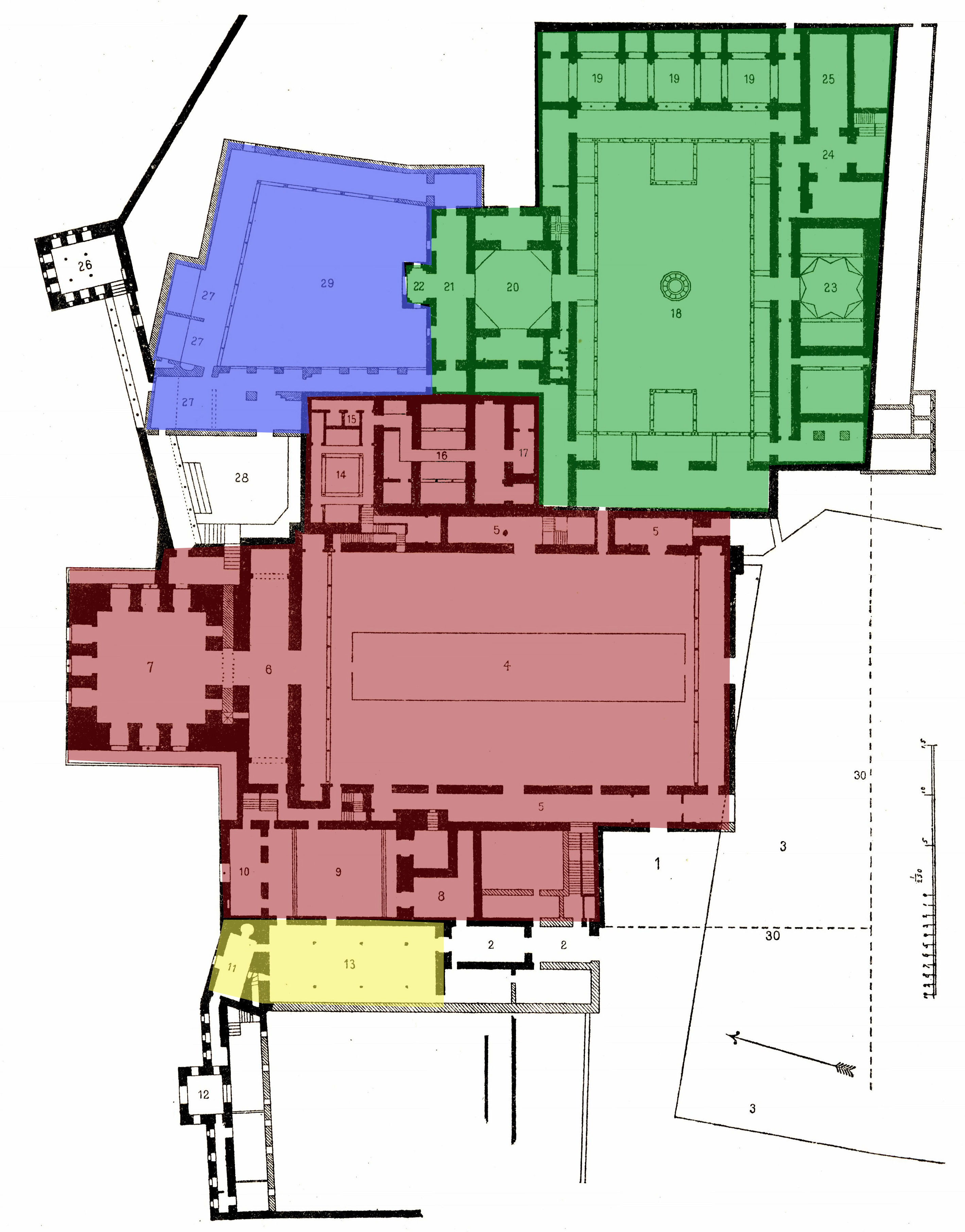
Plano de los palacios nazaríes y de las habitaciones del emperador
Mexuar -amarillo-
Palacio de Comares -rojo-
Palacio de los leones -verde-
Habitaciones del Emperador -azul-

La ciudad palatina de la Alhambra ha albergado un sinfín de palacios, palacetes, grandes casas y torres-palacios, que se han ido reformando o sustituyendo al querer cada sultán edificar, o al menos, redecorar, su propio palacio, ayudado por los frágiles materiales, que parecen seguir los preceptos islámicos de no construir nada que sea eterno. El Mexuar, el palacio de Comares y el palacio de los Leones fueron escogidos por los Reyes Católicos como residencia en sus estancias en Granada, lo que garantizó su conservación, frente a otros maltratados, abandonados o destruidos en su mayoría durante la breve ocupación militar francesa.

#### Palacio de Comares

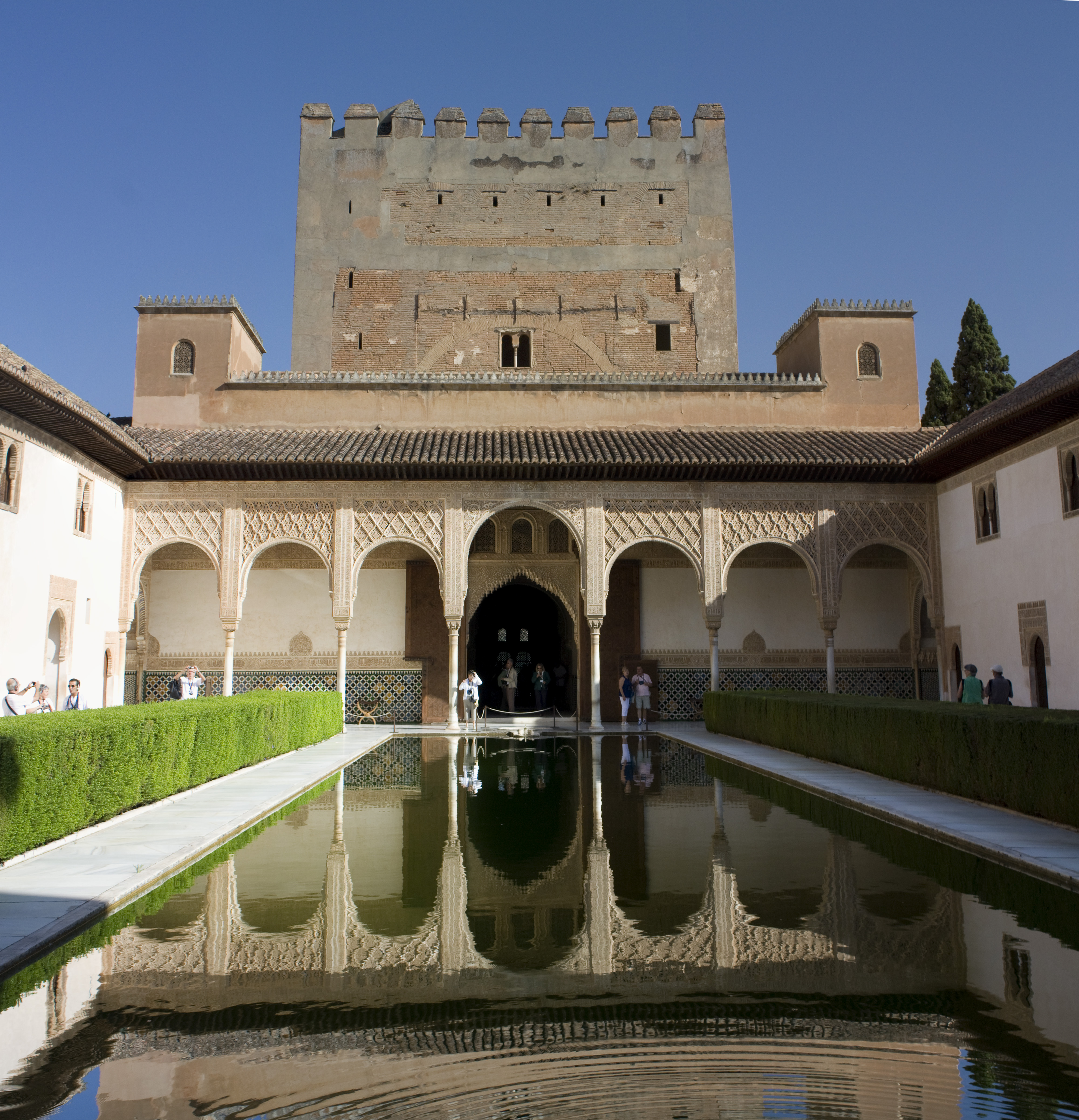
Patio de los Arrayanes

El palacio se construyó en torno al patio de los Arrayanes, el inicio de las obras se realizó durante el reinado de Ismail I que gobernó entre 1314 y 1325, continuó la obra Yusuf I de Granada (1333-1354) que murió asesinado antes de verla concluida y finalmente Muhammad V pudo terminarla en 1370. El recinto central de este palacio lo constituye el patio de los Arrayanes, cuyo extremo norte da paso a la sala de la Barca y al Salón de Embajadores, una de las mayores y más ricas construcciones de toda la Alhambra.
En los lados este y oeste se hallaban las habitaciones de las esposas del sultán y las del lado sur era para las concubinas y servicio.

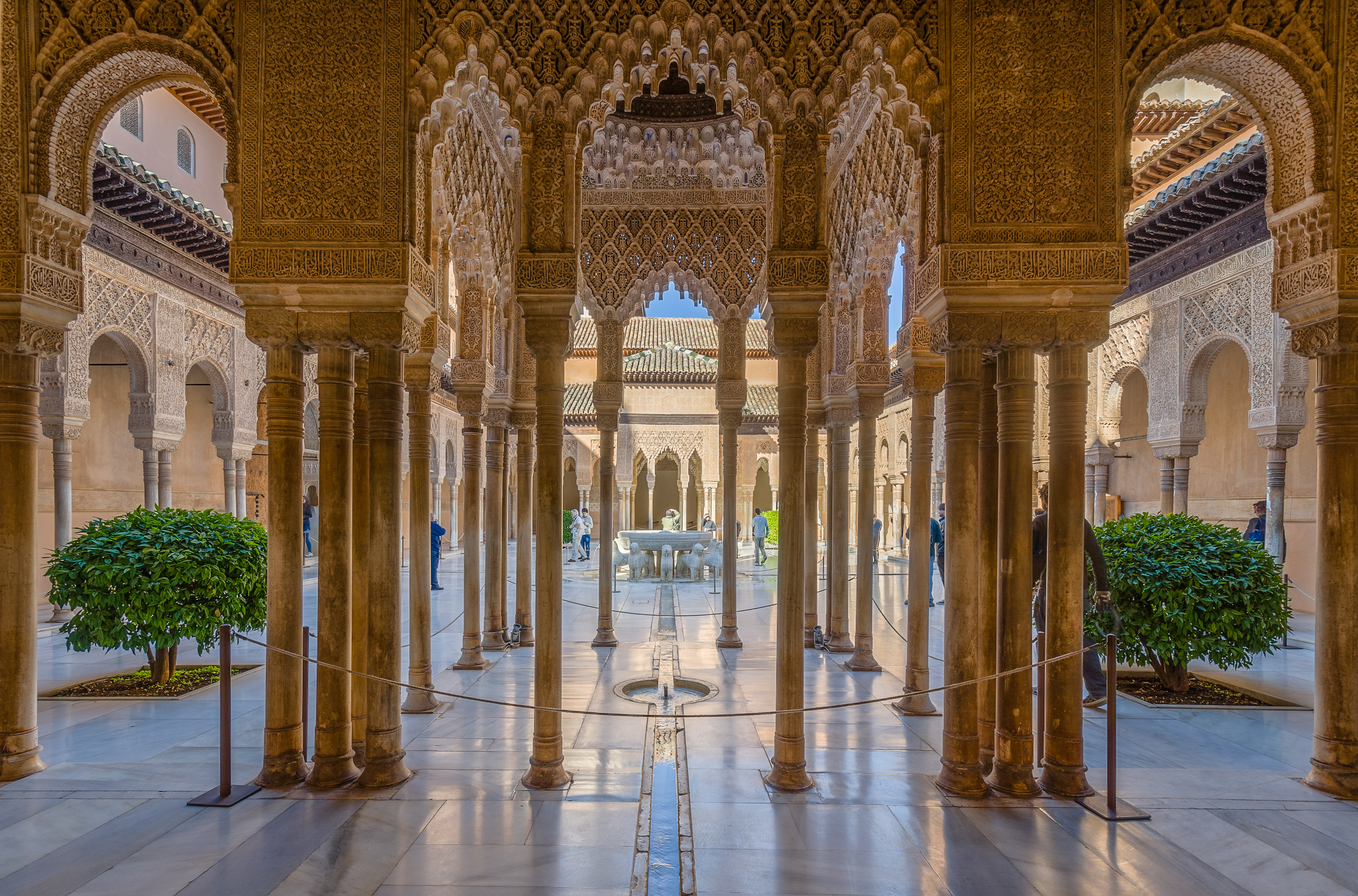
Patio de los Leones
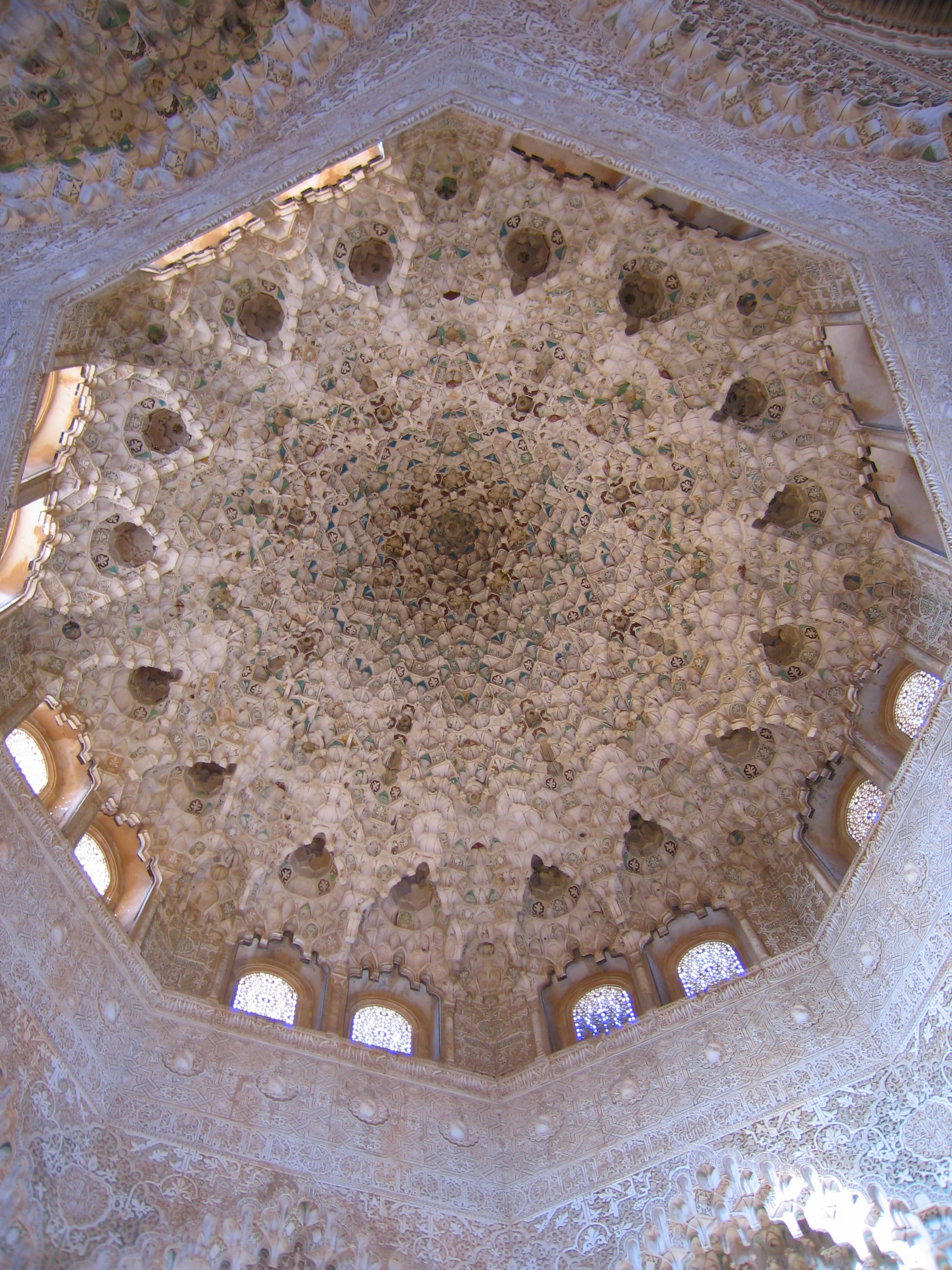
Cúpula de mocárabes de la sala de las dos Hermanas
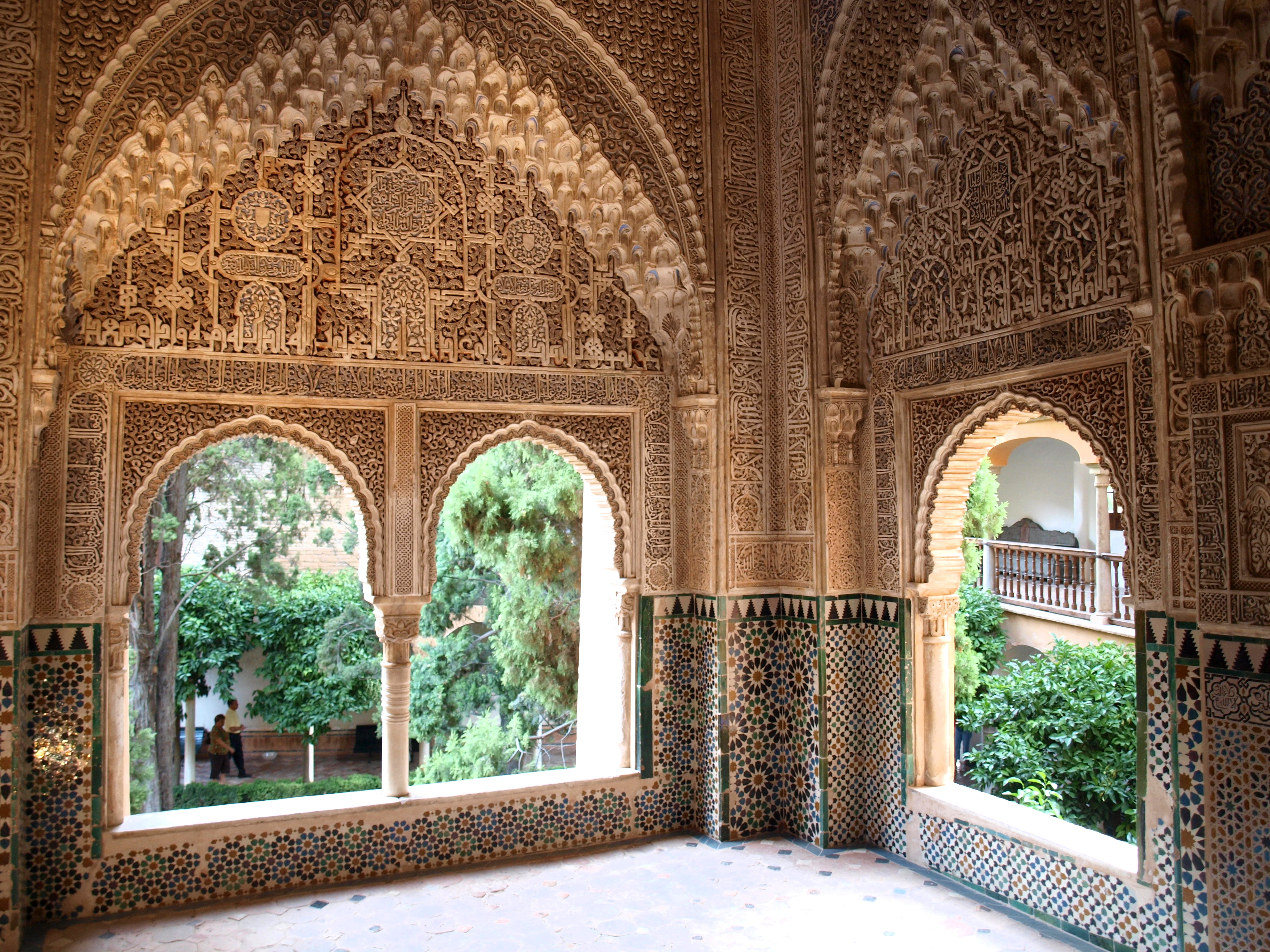
Mirador de Lin-dar-Aixa

#### Palacio de los Leones
El palacio de los Leones se encuentra situado al este del de Comares, y ocupa lo que sería el antiguo jardín de este. Fue erigido, durante el segundo gobierno de Muhammad V (1362-1391), después de recuperar el trono con la alianza con el rey castellano Pedro I. El palacio, con una superficie aproximada de 1900 m², tiene su eje central en el denominado patio de los Leones, que da nombre al palacio, y las estancias se estructuran a partir de este patio, alrededor de cuyas galerías se distribuyen las alcobas, y salas privadas del sultán y sus esposas. Supone un ejemplo de integración de arquitectura y agua, en la que esta se reparte desde la fuente central del patio hacia todo el palacio. En torno a las galerías se ubican los cuatro edificios de organización completamente diferenciados: La sala de los Mocárabes al oeste, la sala de Abencerrajes al sur, la sala de los Reyes al este y la sala de las Dos Hermanas al norte.

### Habitaciones del Emperador
Con el nombre de habitaciones del Emperador, se conocen los seis aposentos, que fueron construidos durante el reinado de Carlos I, entre 1528 y 1537 y que configuran el patio de Lindaraja, hacia un lado y el patio de la Reja, hacia el otro.

### El Partal y otras ruinas
Toda la medina, especialmente su zona norte y exterior, cercana a los palacios nazaríes, contaba con palacios, muchos excavados, de personajes cercanos a la familia nazarí.

#### El Partal

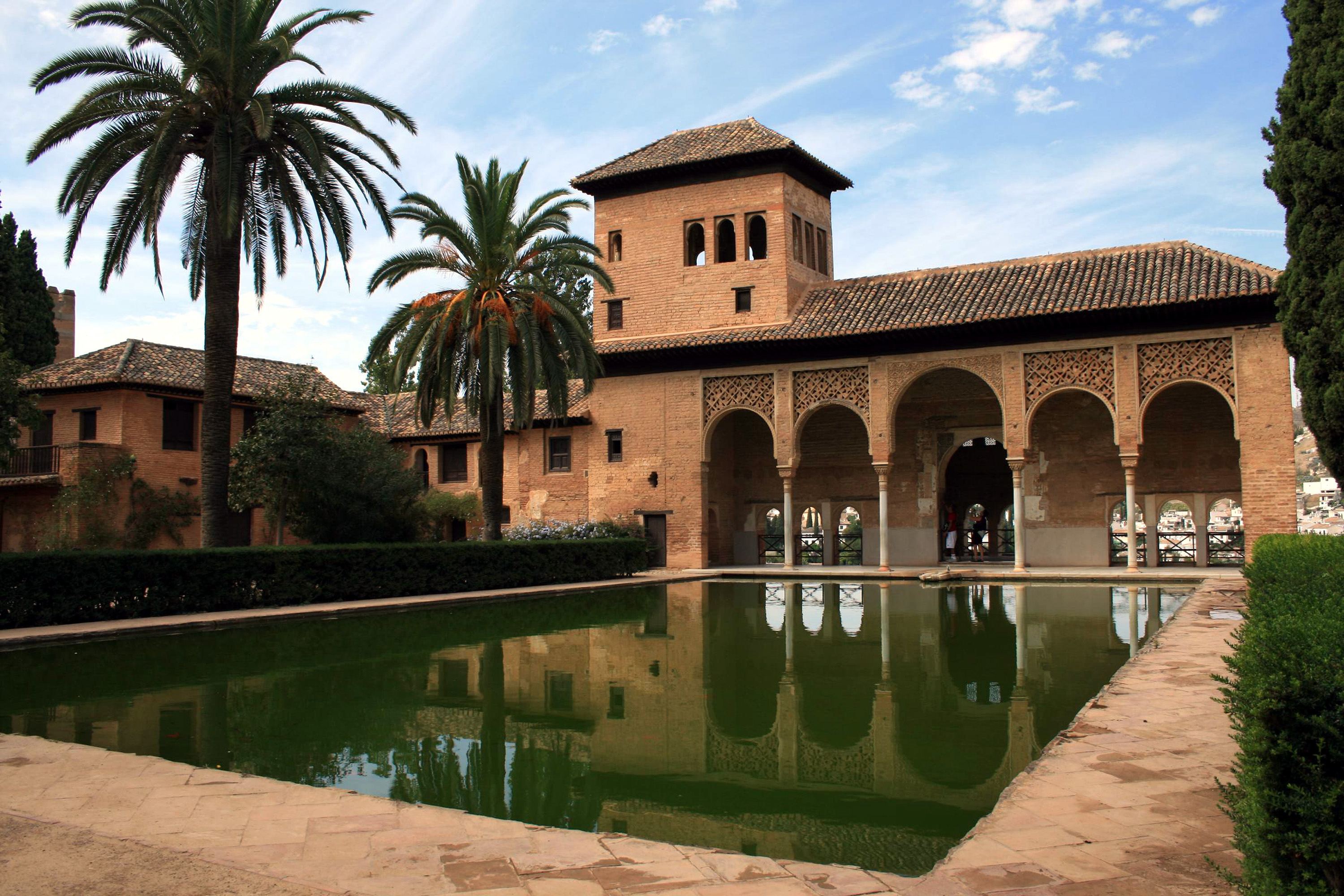
El Partal
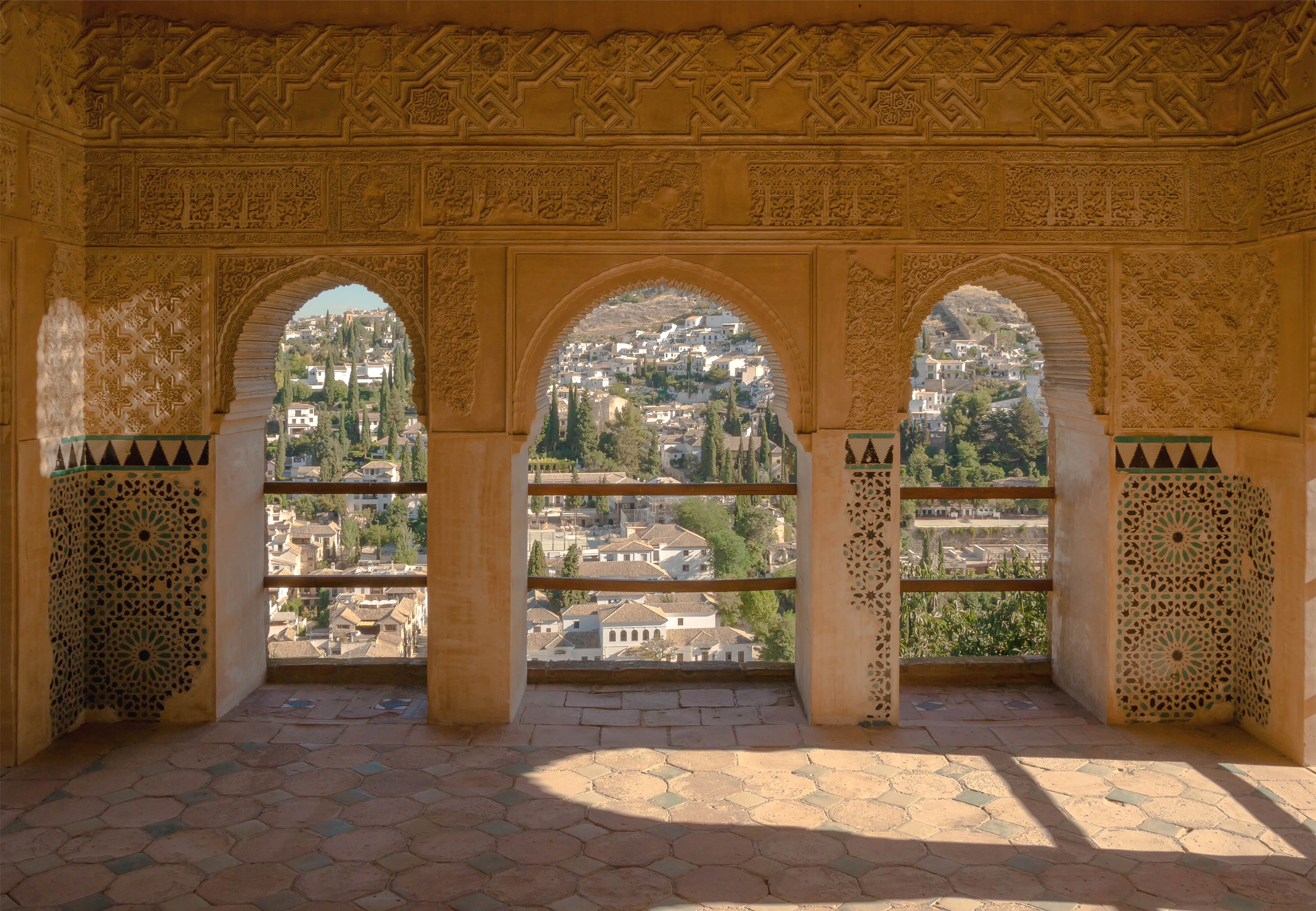
Interior y vistas
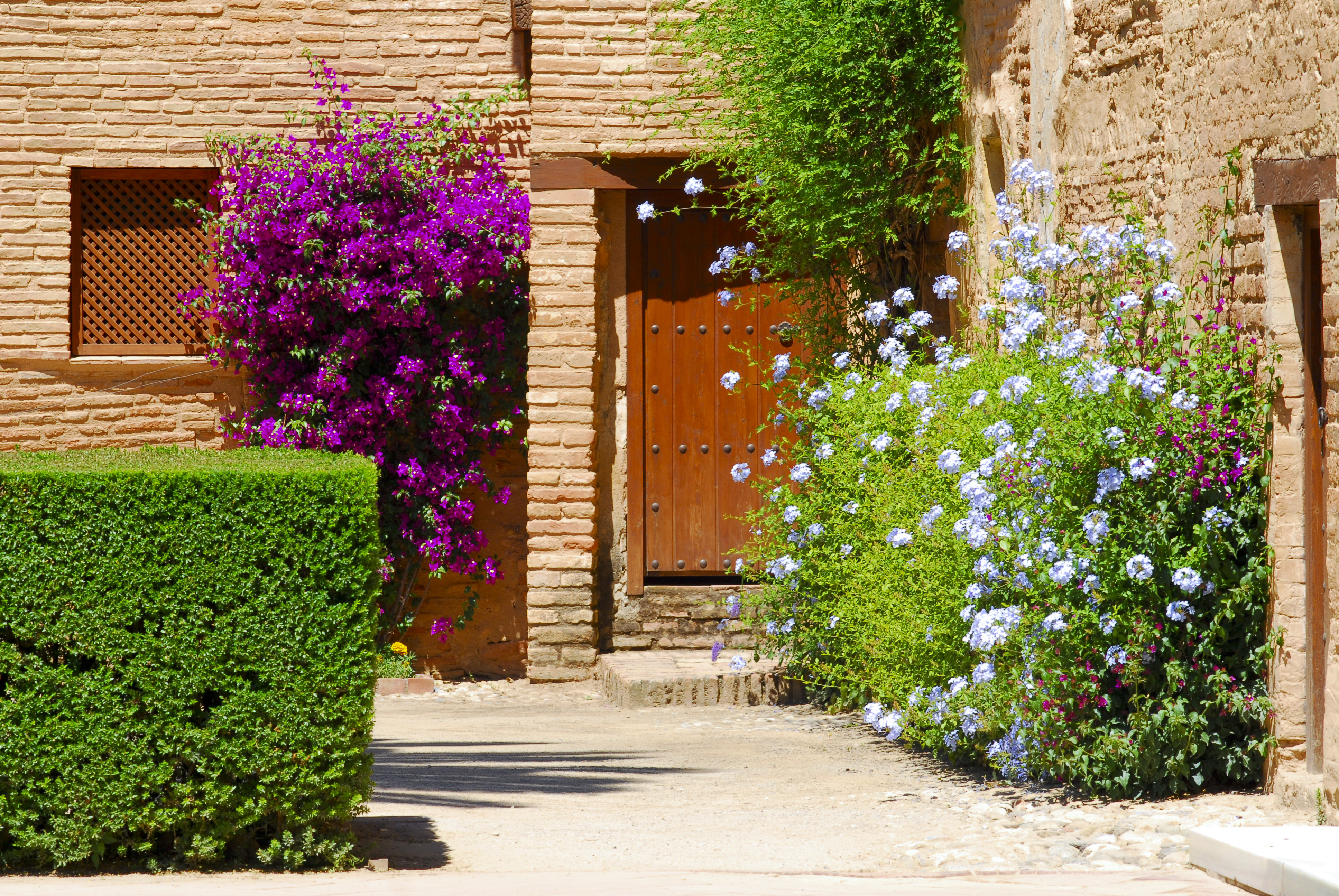
Rincón pintoresco
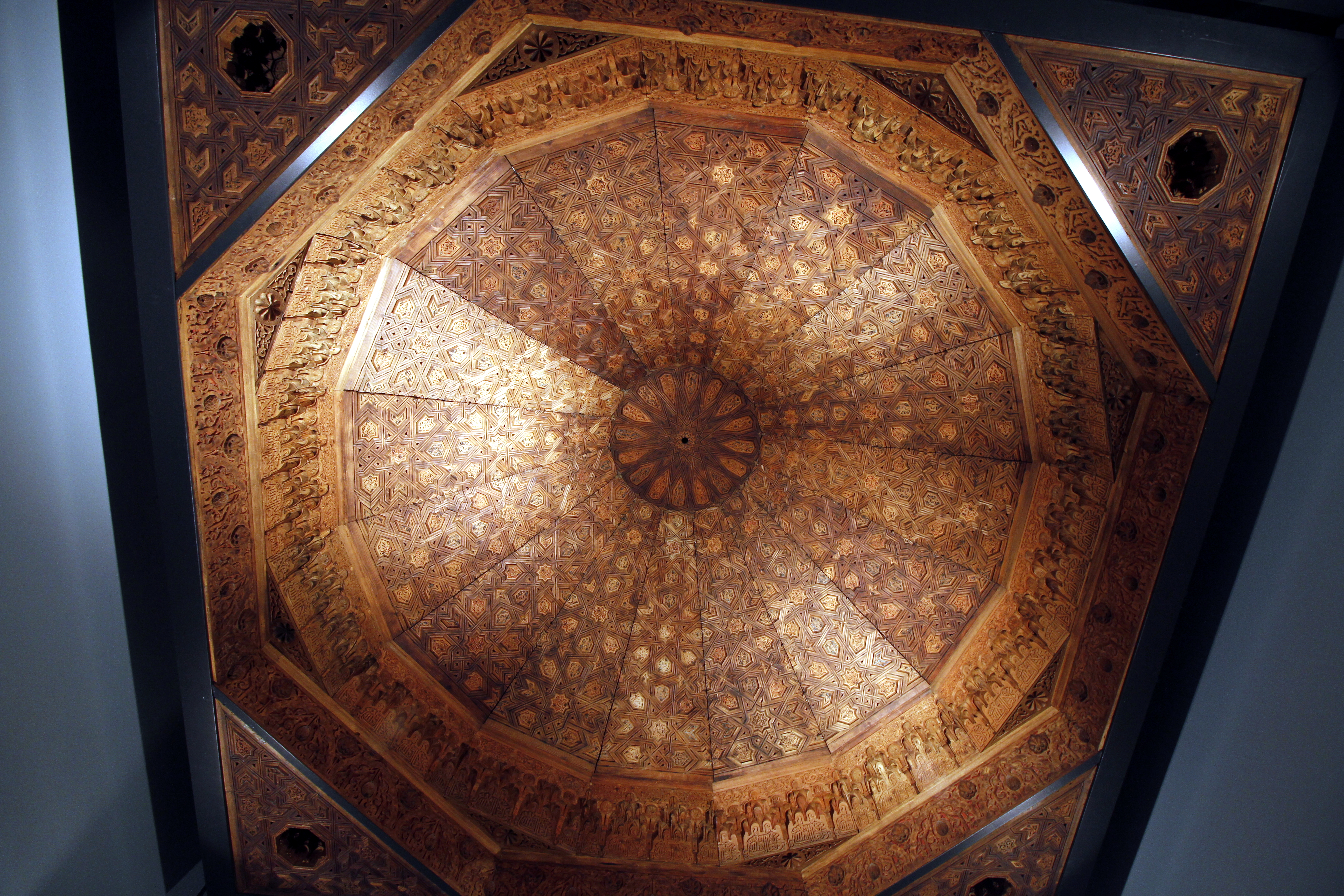
Artesonado de la Torre de las Damas, Pergamonmuseum, Berlín

Debe su nombre a la voz árabe que significa pórtico, y se refiere a los restos de la residencia del sultán Muhammad III, el más septentrional y más antiguo. Está orientado de norte a sur en torno a un gran patio rectangular con alberca y pórtico en el lado norte. Al principio de la dinastía nazarí, este palacio era la zona principal pero, tras la construcción del palacio de Comares, se convirtió en una zona marginal. Ismail I inició la fase constructiva de palacios y dependencias reales. Se levantaron la alcaicería, la alhóndiga nueva, el puente sobre el Darro y la madraza de los palacios nazaríes.

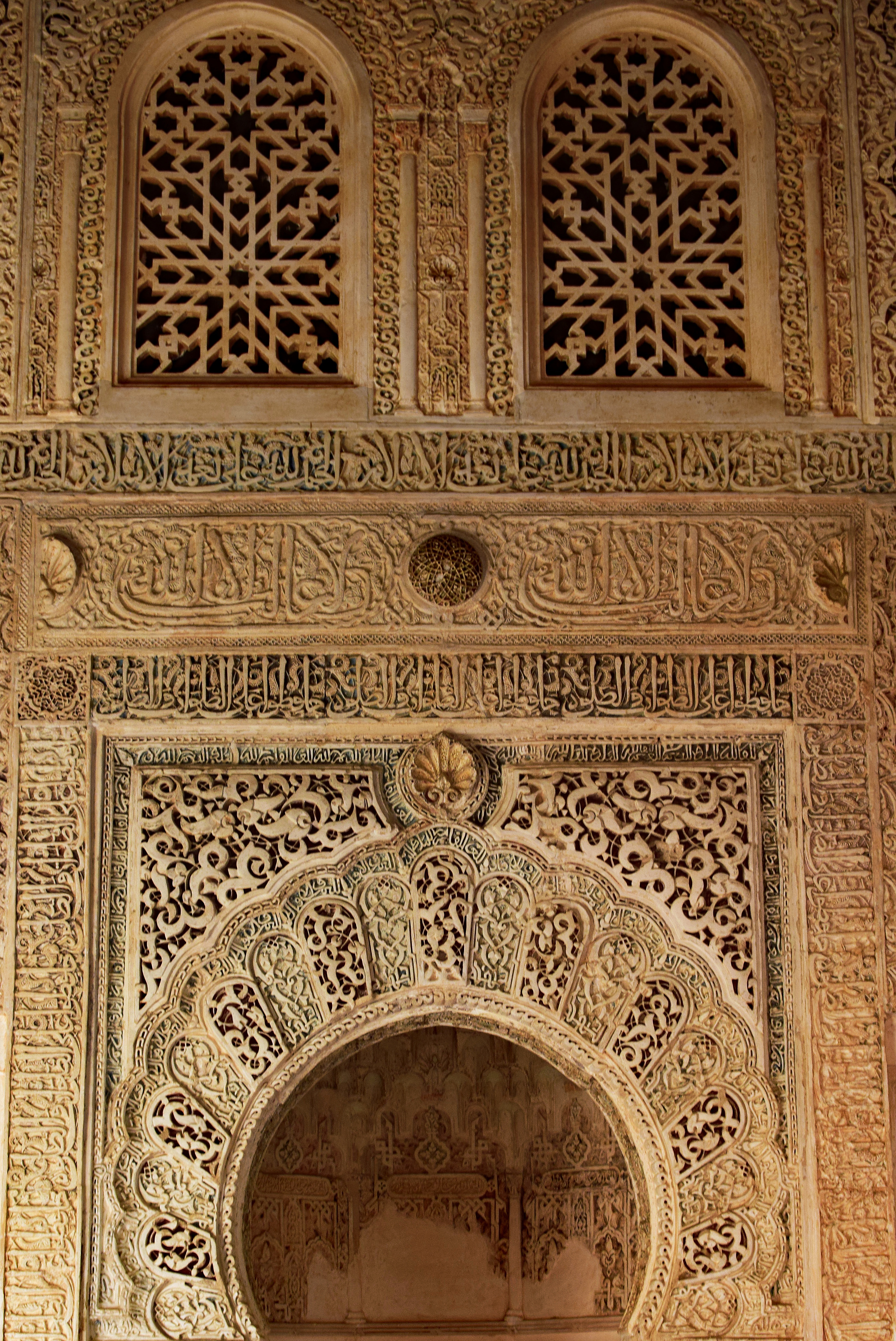
Oratorio del Partal

#### Oratorio del Partal
Fue construida por Yūsuf I como una pequeña mezquita oblonga.

#### Palacio de Yusuf III
También llamado palacio del Conde de Tendilla, ubicado al sudeste del palacio del Partal, fue construido por Yusuf III (1407-1417). Tenía una planta similar al palacio de Comares y al palacio del Partal. Tenía baños propios. Fue cedida por los Reyes Católicos a Mondéjar, siendo usado en sucesivo como residencia de los Alcaides de la Alhambra hasta que Felipe V en 1718 despojó del título a la familia por su apoyo al bando austriaco en la Guerra de Sucesión y el edificio fue derribado por Orden Real, aunque la leyenda afirma que fue el propio Conde.

#### Palacio de los Abencerrajes
Ruinas excavadas.

#### Rauda Real
Adosado al flanco sur del palacio de los Leones, era el enterramiento de los sultanes nazaríes, hasta su desmantelamiento por Boabdil

### Paseo de las Torres

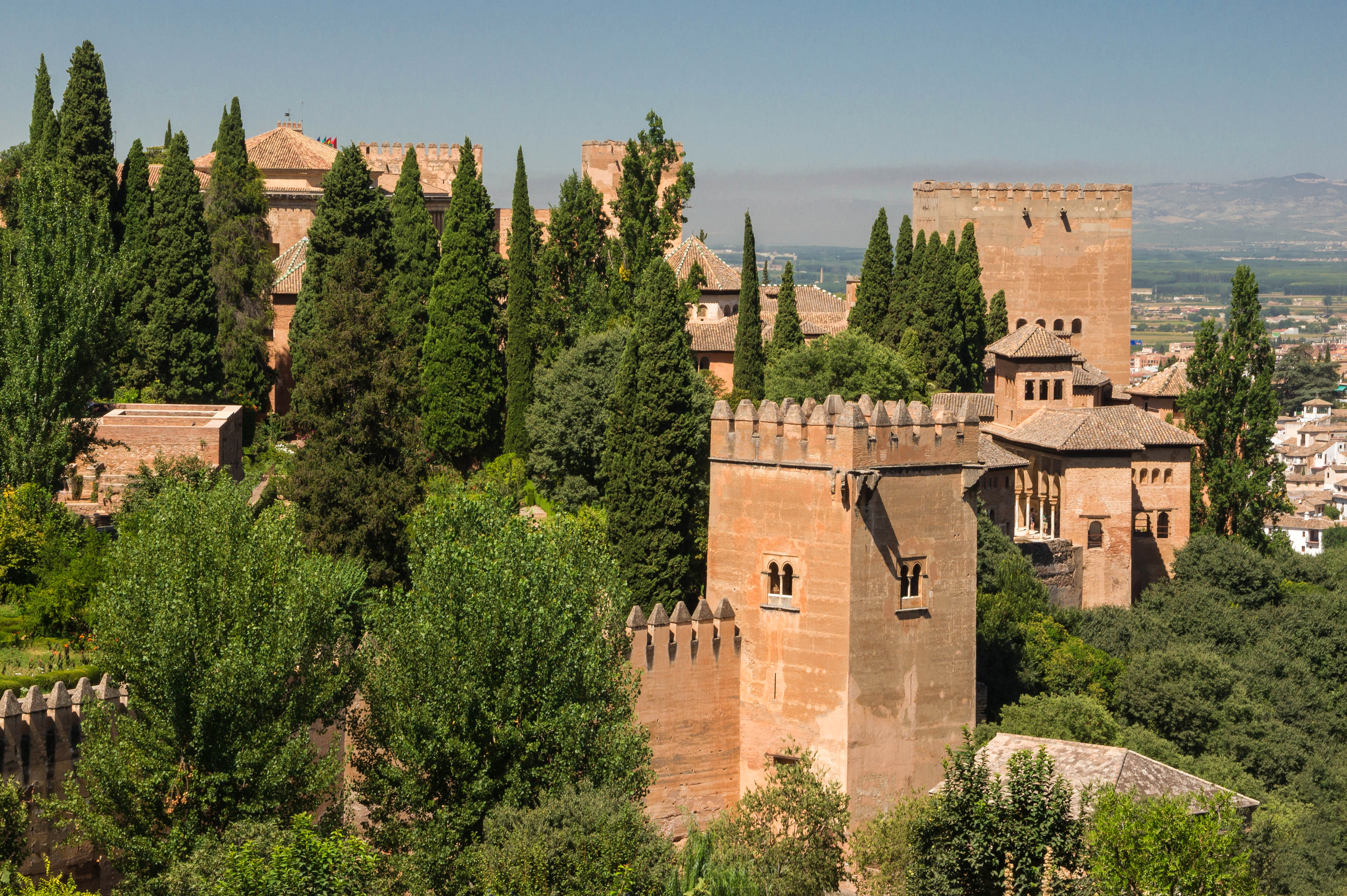
Vista desde el Generalife
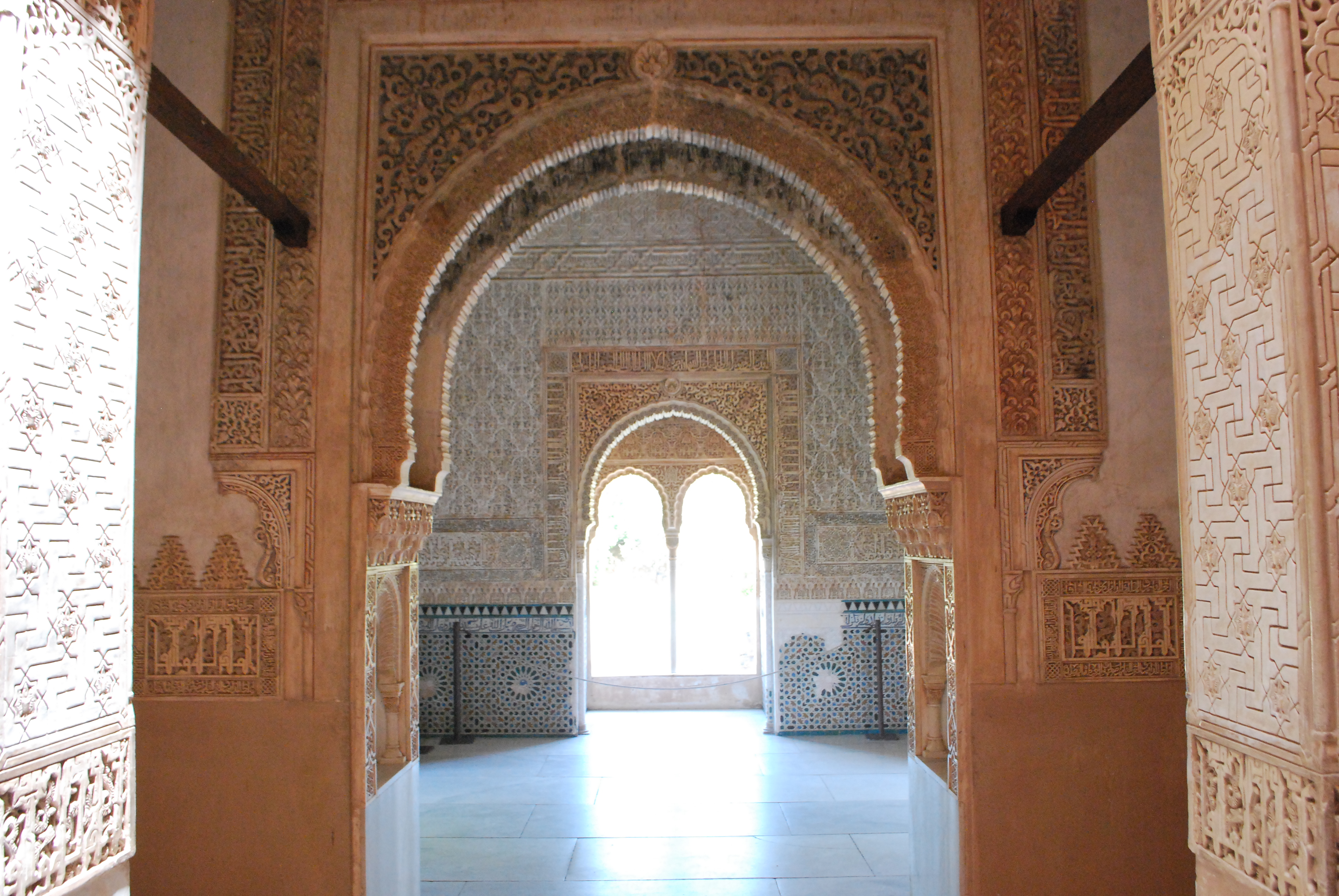
Torre de la Cautiva
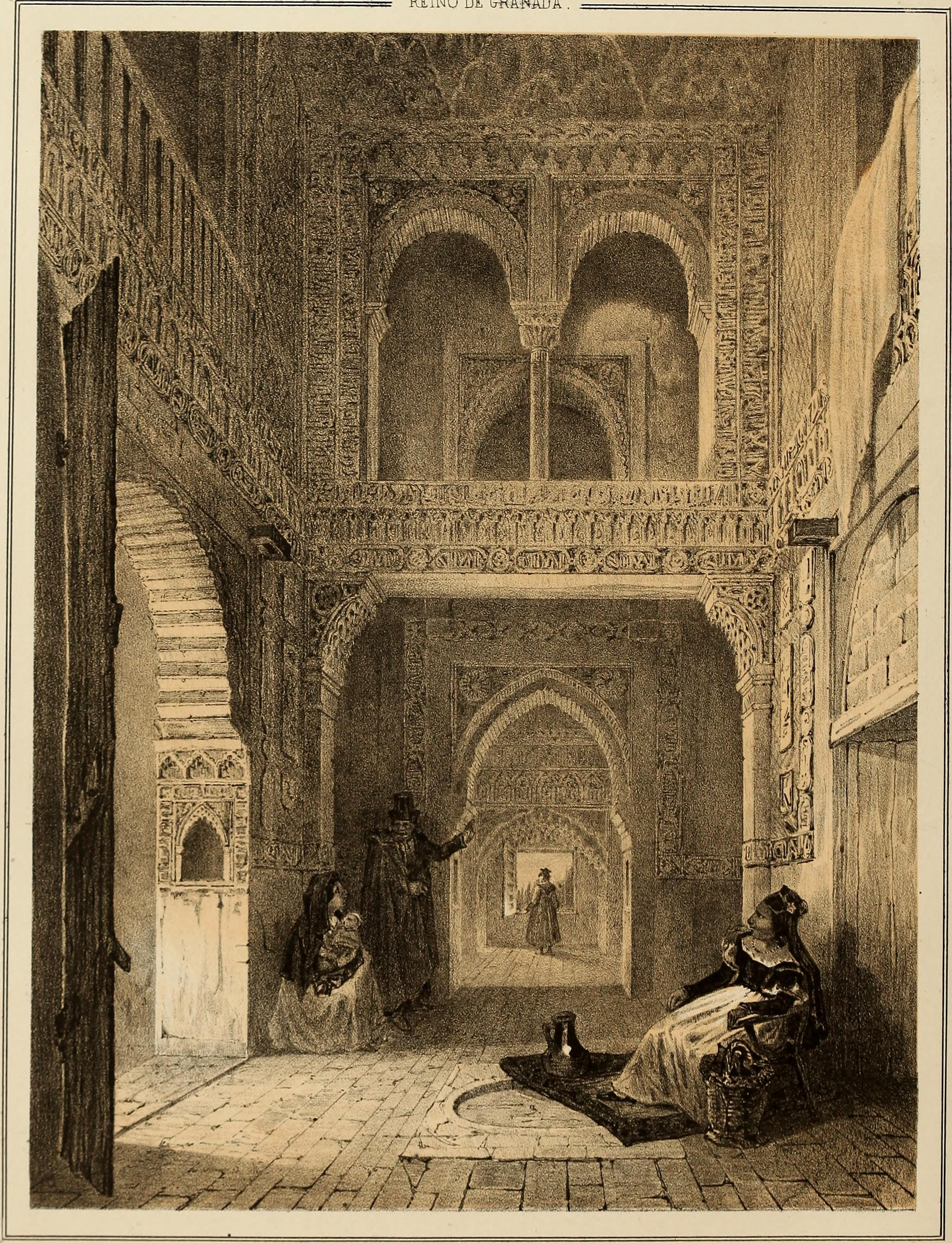
Recuerdos y bellezas de España, 1850
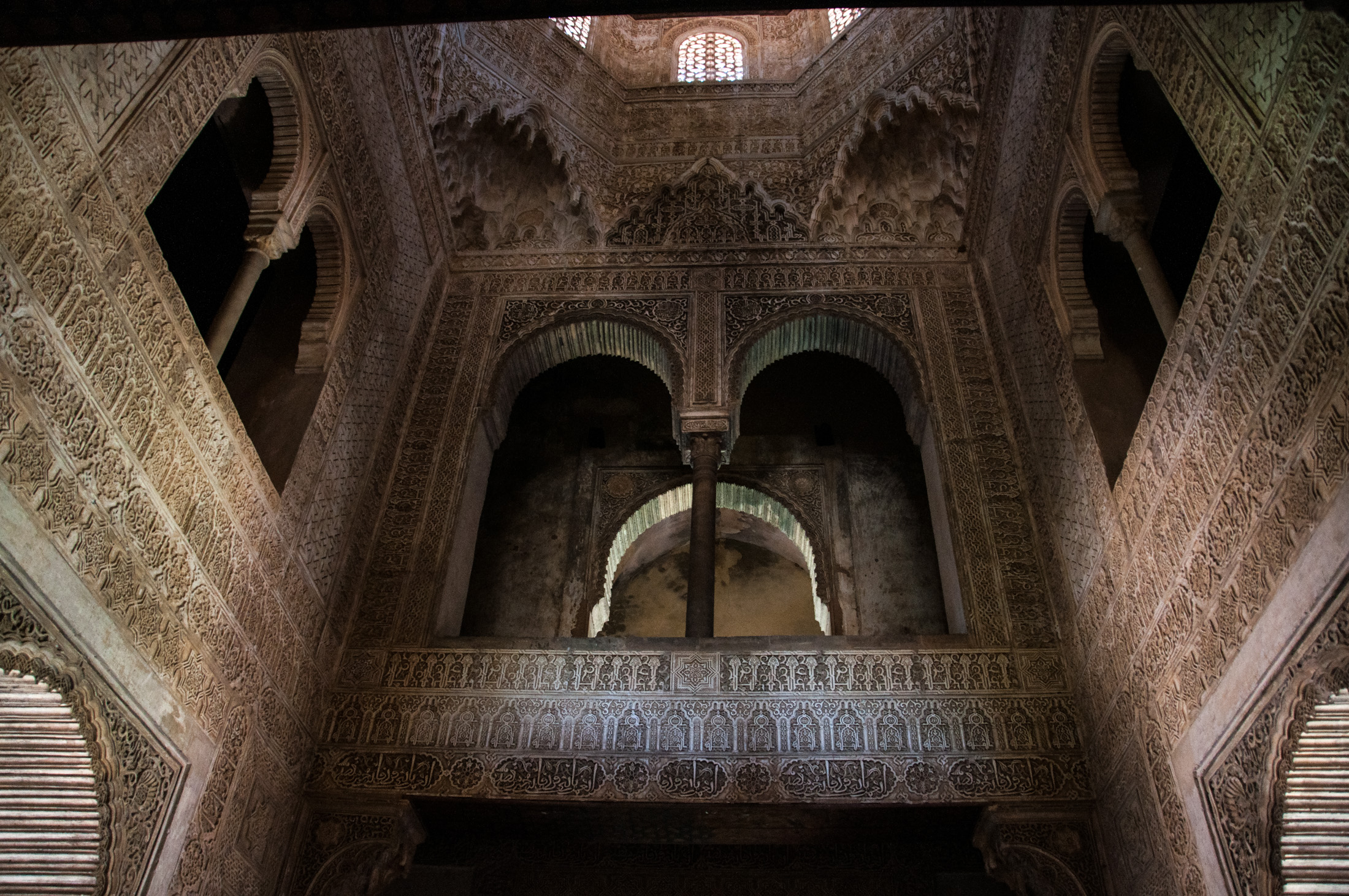
Torre de las Infantas
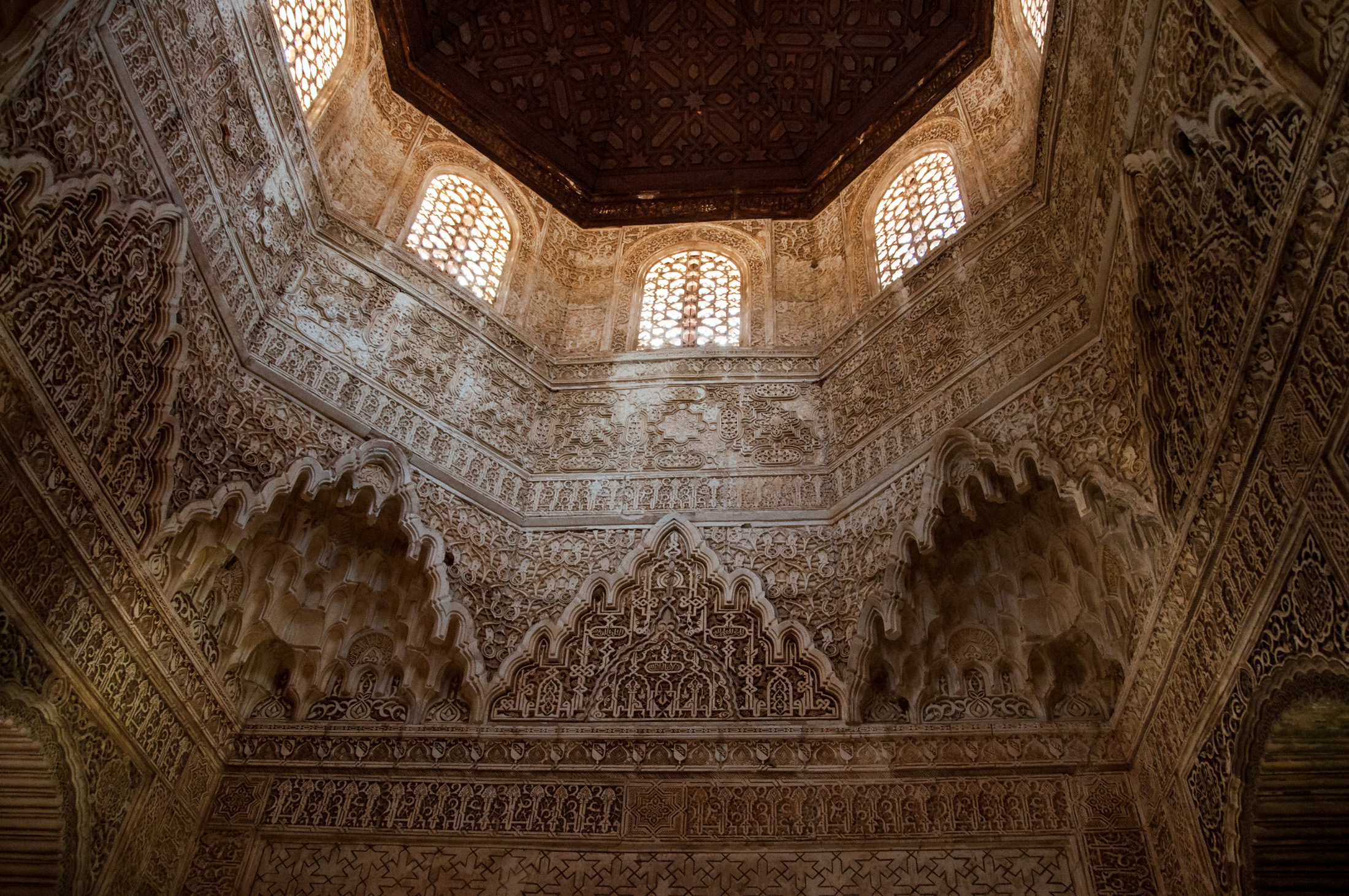
Torre de las Infantas

Con torres-palacio

#### Torre de los Picos
Los picos que sobresalen de ella le da nombre esta construcción de finales del siglo XIII o comienzos del XIV. Su interior tiene tres plantas.

#### Torre de la Cautiva
Suntuosa construcción de Yusuf I. Debe su nombre a Isabel de Solís, que como dice el nombre de dicha torre estaba allí cautiva. Entre sus poemas se puede leer: 

En sus zócalos, de obra de azulejos,
y en su suelo, hay prodigios cual tejidos.

#### Torre de las Infantas
La torre de las Infantas fue construida en 1395. Es la mejor conservada. Buen ejemplo de lo que era un palacio andalusí con todas sus comodidades. Se trata de un palacete con bancos a la entrada para los eunucos, patio interior con alcobas, entrada en recodo, fuente en el centro, ventanas a los huertos de flor (en este caso, el Generalife), piso superior para las damas. Arriba, terraza. El techo era de mocárabes y desapareció en un terremoto. Curiosa bóveda de entrada. Fue la residencia de las hermanas Zaida, Zoraida y Zorahaida, cuya historia narra Washington Irving en Cuentos de la Alhambra.

#### Torre del Agua
Por donde entra en el recinto la acequia Real.

## Convento de San Francisco

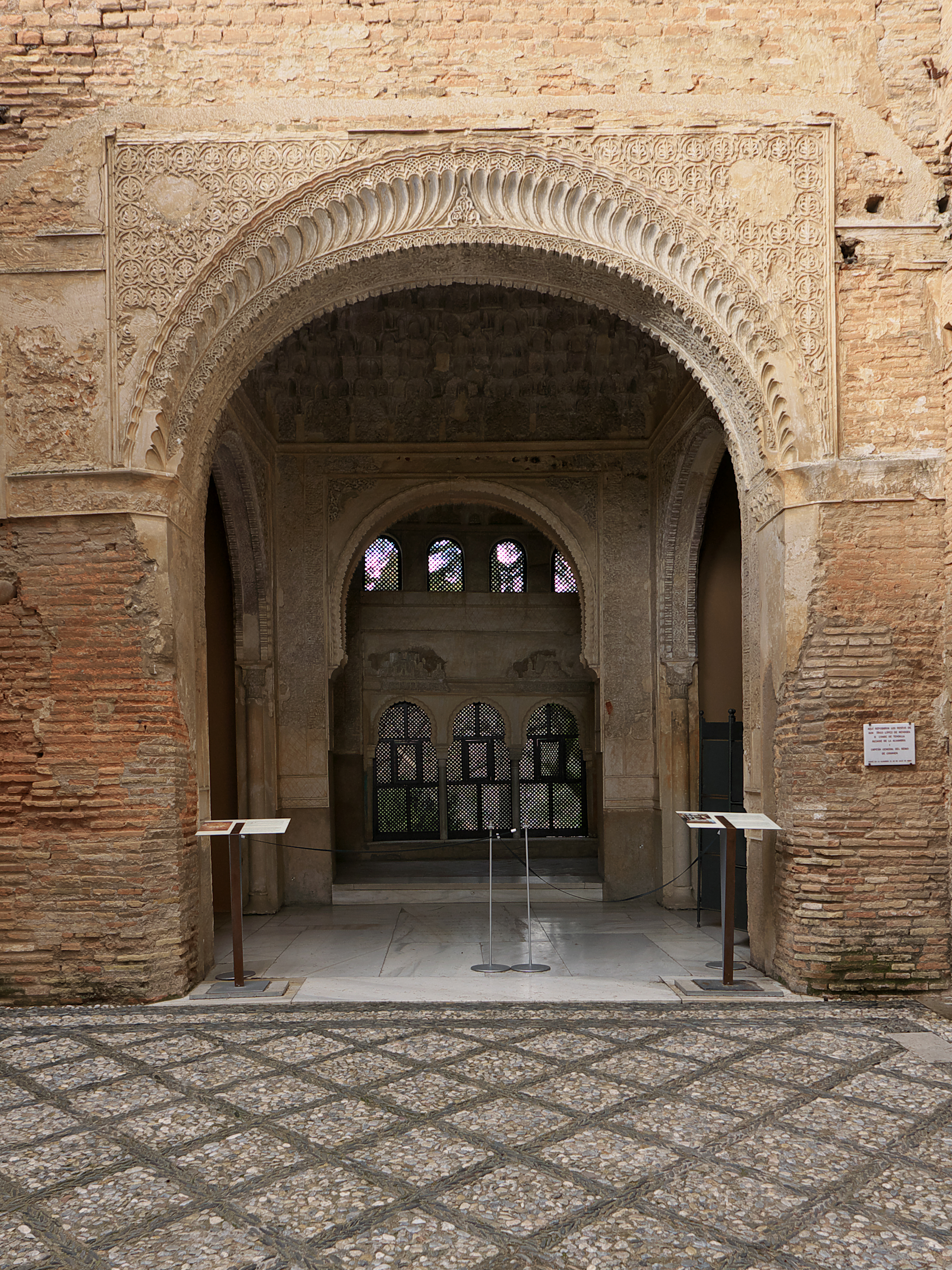
Parador de turismo

Se levanta sobre el palacio construido por Muhammad III, en el siglo XIV, remodelado por Yusuf I y Muhammad V, que contaba con un patio de grandes dimensiones en el centro, lo que le daba forma de villa de carácter rústico. Después de la conquista se donó a los franciscanos, lo que lo convirtió en el primer convento de Granada. Fue demolido al año siguiente aunque se conserva la antigua capilla, obra nazarí reconvertida, en donde fueron enterrados los Reyes Católicos hasta la construcción de la Capilla Real de Granada. Además tiene un patio andalusí, balcón cerrado con celosías y aljibe.[cita requerida]
Actualmente funciona como un hotel, proveyendo servicios de alojamiento pues dentro de la Alhambra. Es gestionado por la empresa estatal Paradores de Turismo de España.

## Palacio de Carlos V
Si las habitaciones de Daraxa y el conjunto del patio de los Leones iban a ser la nueva residencia privada de Carlos V, un nuevo palacio sería necesario para atender las necesidades funcionales y representativas de la corte.
La iniciativa para la construcción del palacio de Carlos V se inició en 1526, con motivo de la boda del emperador en Sevilla y su posterior traslado a Granada durante ese verano. El proyecto se encargó al arquitecto Pedro Machuca y las obras se iniciaron en 1533, tras algunos años de desacuerdos sobre su diseño y ubicación. La financiación de la construcción se realizó con exacciones impuestas a los moriscos, a cambio de conservar algunas de sus costumbres. Posteriormente, también se utilizaron otros recursos procedentes de la Casa de Contratación de Sevilla y de los azúcares granadinos
Desde 1572, con motivo de la rebelión morisca de las Alpujarras, las obras se ralentizaron hasta que quedaron interrumpidas definitivamente en 1637, cuando el edificio aún se encontraba pendiente de ser cubierto.
En 1923, el arquitecto y restaurador Leopoldo Torres Balbás inició un programa de recuperación del palacio, que se culminó en 1958, en el que el edificio se cubrió.
Presenta planta cuadrada con patio interior circular. Sorprende por el año de su inicio (1533), época muy temprana para sus características, que lo encuadran dentro del manierismo: columnas dóricas en el primer piso, jónicas en el segundo, y friso con cabezas de toro (bucráneos) de tradición grecorromana. En algunos aspectos, repite o anticipa ciertas soluciones arquitectónicas del manierismo en Italia, lo que se explica por la estancia de Machuca en dicho país y por su habilidad para desarrollar con inventiva propia ciertos rasgos del incipiente estilo manierista.
Su fachada es totalmente renacentista. El primer cuerpo es de estilo toscano con almohadillado. El segundo posee elementos decorativos propios del barroco.[cita requerida] Sobre la puerta principal, se encuentran dos estatuas aladas de mujer reclinadas en el frontón. Arriba, tres medallones enmarcados en mármol verde resaltan contra la piedra. En los laterales, se representan escenas de la mitología griega, concretamente dos de Los doce trabajos de Hércules. Los anillos de hierro de la parte baja son puramente decorativos, siguiendo la moda vigente en Florencia y Siena en el momento de la construcción.

## Iglesia de Santa María de la Encarnación de la Alhambra
La construcción del templo actual se inició en 1581, siendo Ambrosio de Vico quien la terminó en 1618 siguiendo los planes de Herrera y Juan de Orea. La planta es en cruz latina y destaca el altar barroco flanqueado por columnas salomónicas añadido en 1671 y que contiene imágenes de Alonso de Mena.
Así mismo, destaca la imagen de la Virgen de las Angustias, obra de Torcuato Ruiz del Peral entre 1750 y 1760. La hermandad de Santa María de la Alhambra saca la imagen en procesión durante la Semana Santa en un trono que reproduce los arcos del patio de los Leones.
La iglesia está consagrada al culto católico y está bajo la autoridad del arzobispado de Granada.

## Generalife
El Generalife, el Yannat al-arif en tiempos nazaríes, es la villa con jardines utilizada por la realeza de Granada como lugar de retiro y descanso. La parte más importante está constituida por sus jardines. El Generalife era una villa rústica o almunia real rodeada de huertas y jardines ornamentales que de forma integral servían tanto para la manutención como para el asueto de la familia real nazarí. Fue declarado Patrimonio de la Humanidad por la Unesco. Es de estilo hispano-árabe nazarí y está situado en el lado septentrional de la Alhambra. Cerca del Generalife, y relacionados con él, se encuentran diversas construcciones de época nazarí, como Los Albercones, los restos del palacio de Dar al-Arusa, la Alberca Rota y la Silla del Moro.
Su construcción se inició a principios del siglo XIV, en tiempos del rey Muhammed III que reinó entre 1302 y 1309. Fue transformado por Ismaíl I.
Por su parte baja, se encuentra el actual acceso turístico peatonal, de aquellos con entradas para la Alhambra y/o el Generalife y rodado, vecinal desde 1988 para eliminar el tráfico perjudicial por los accesos tradicionales.

Generalife
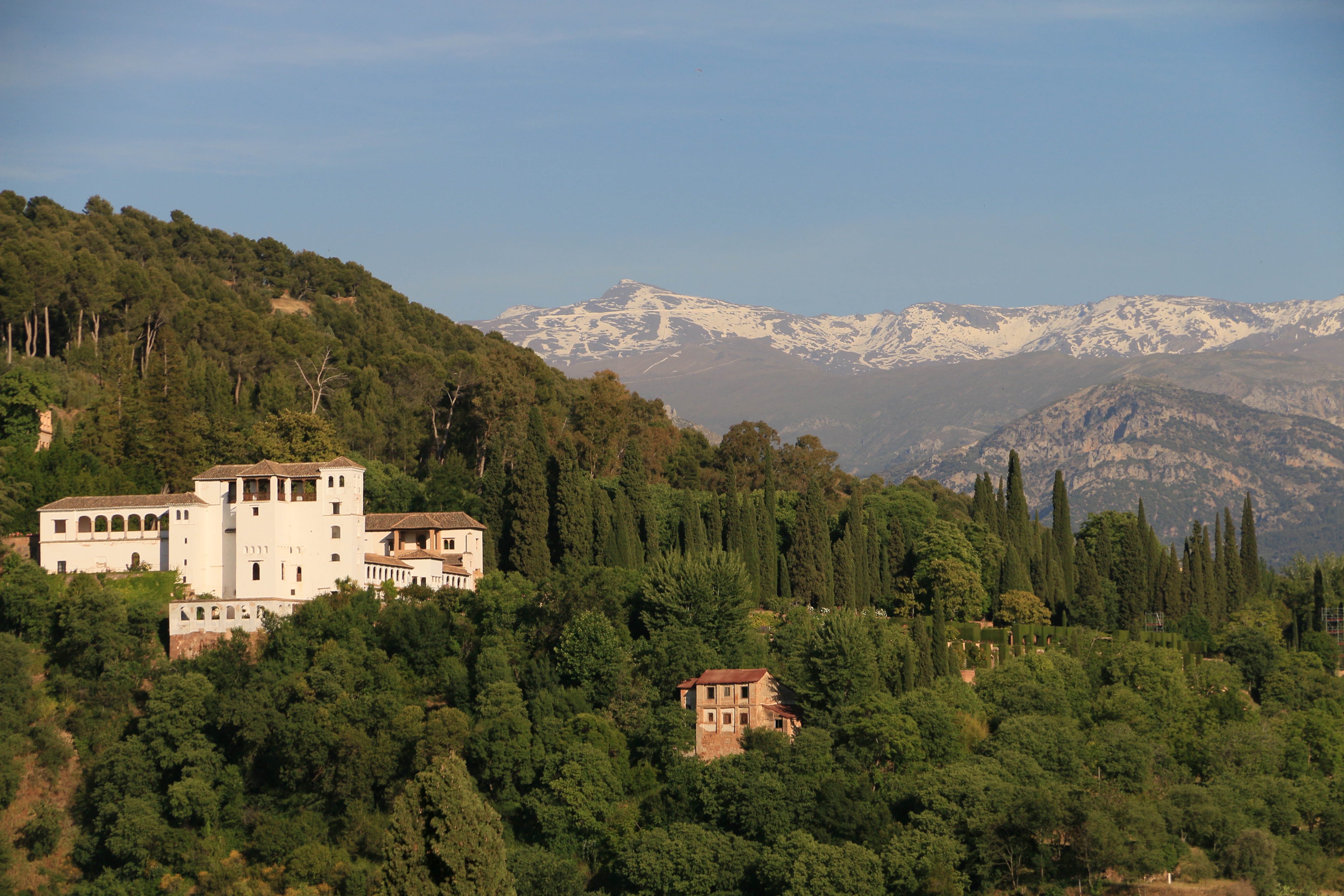
Vista exterior
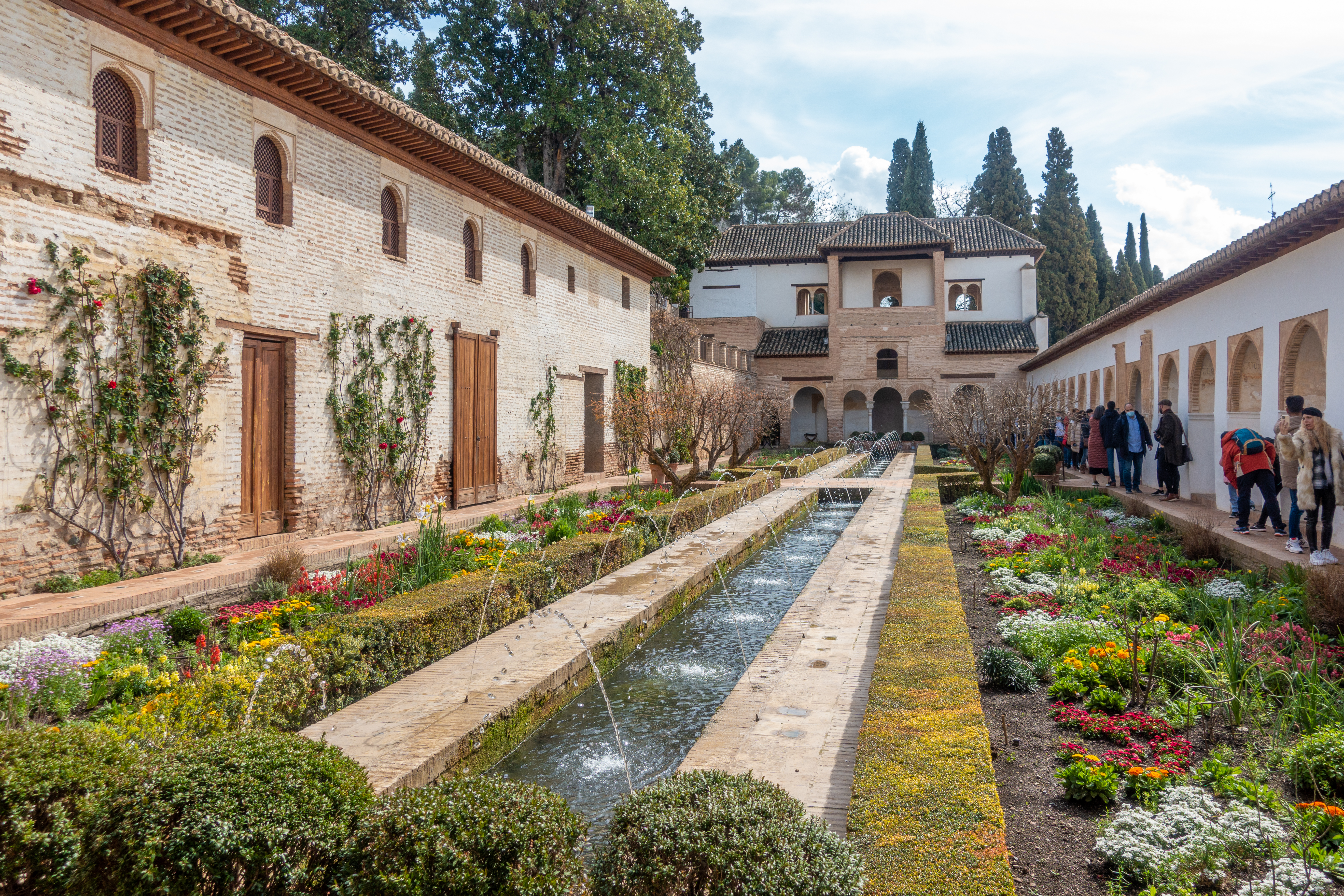
Patio de la Acequia
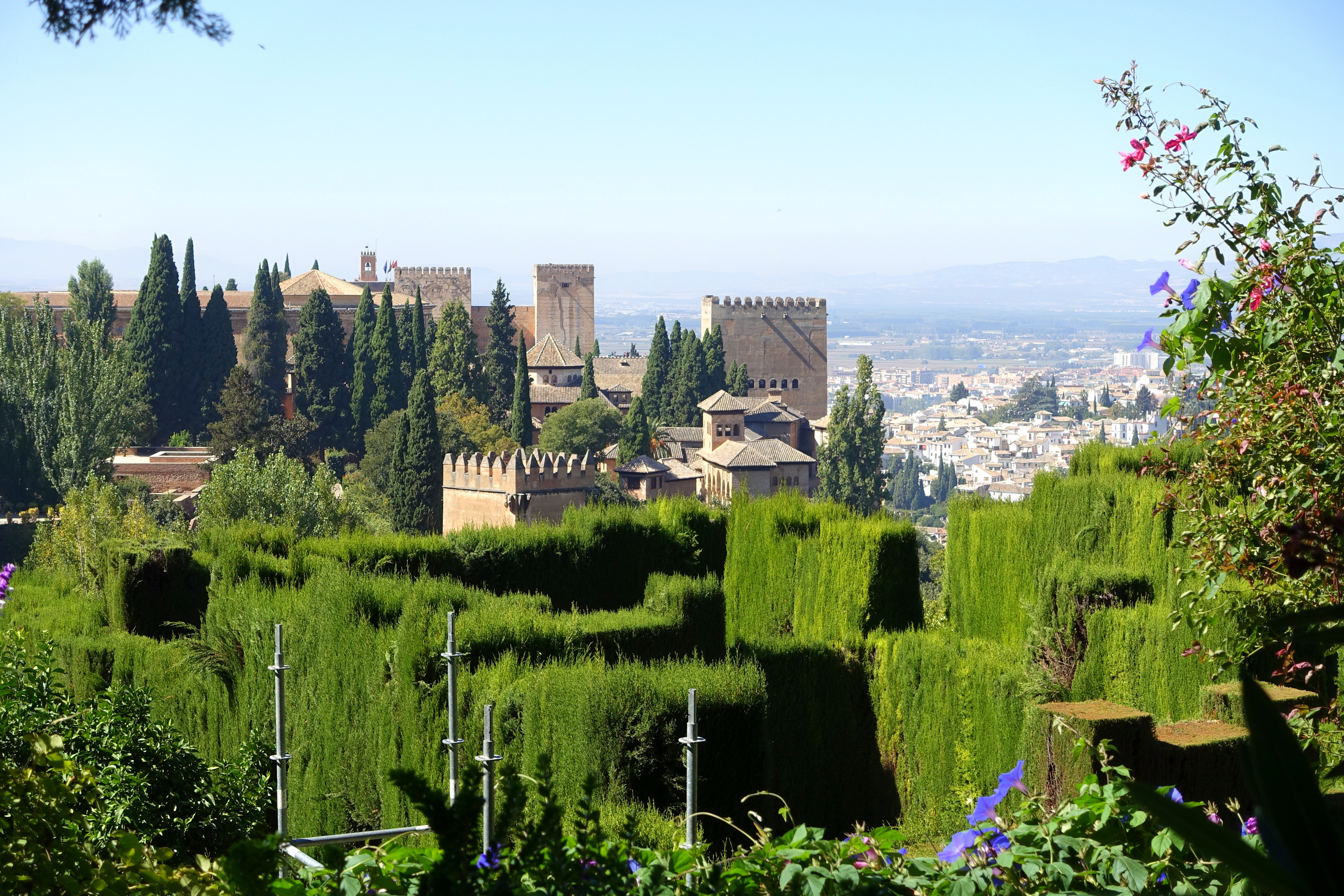
Paseo de las Adelfas
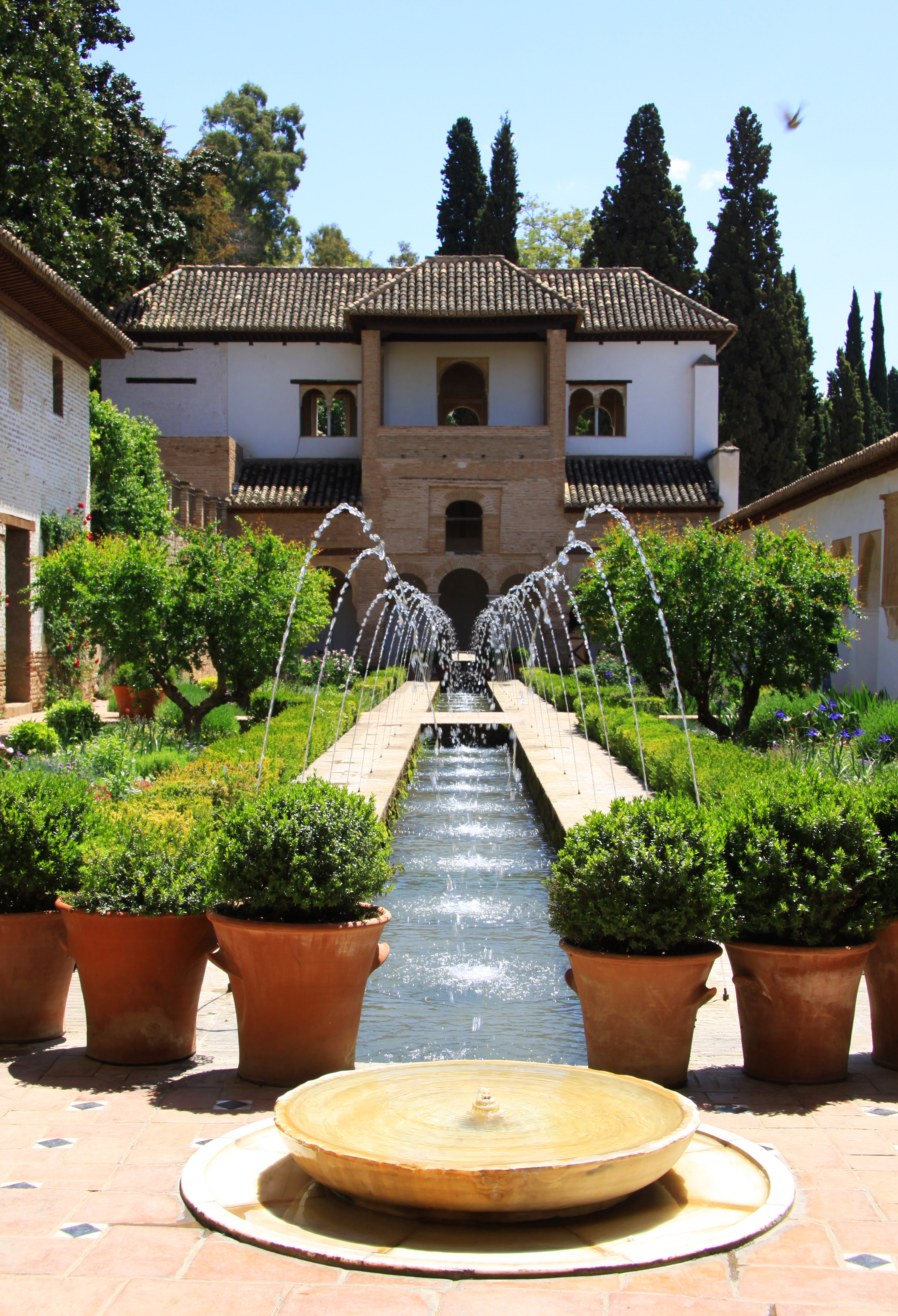
Fuente

## Inscripciones

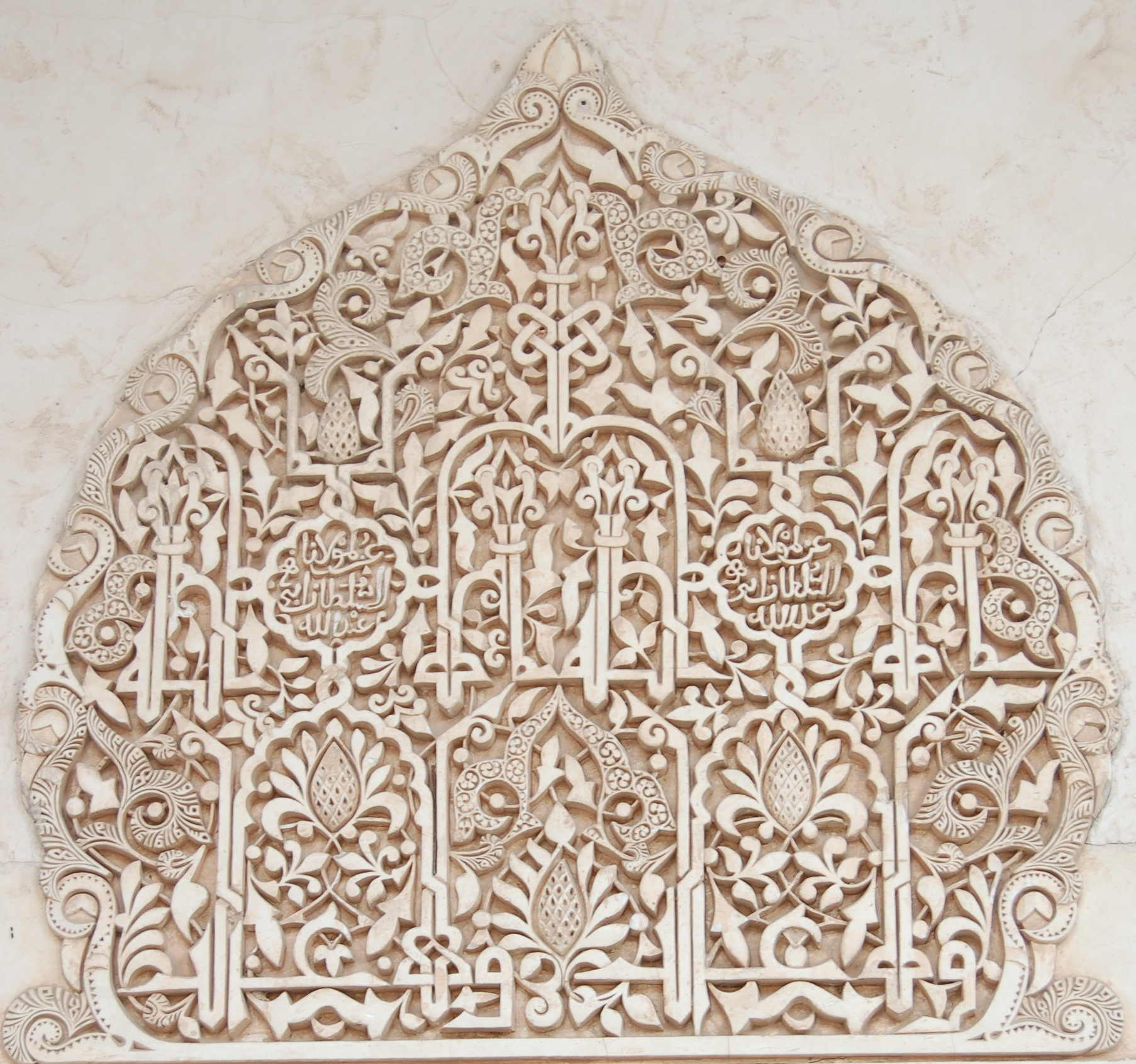
El árbol de la vida

Existen unas 10 000 inscripciones en la Alhambra, la mayoría de ellas poemas, sentencias, textos del Corán y jaculatorias. Todas son en árabe clásico y muchas corresponden a los poetas de la Corte de Yusuf I en el siglo XIV. Los aposentos del rey nazarí en el palacio de Comares son los que poseen un número mayor de textos, 3116, el 35 % del total, recogido en el Corpus Epigráfico de la Alhambra, impreso por el CSIC; estos podían ser originalmente compuestos para la ocasión o escritos con anterioridad. Ibn al-Zayab, Ibn al-Jatib e Ibn Zamrak son los autores de la mayor parte de ellos. Los tres escritores formaban el grueso de los poetas de la corte de Yusuf I.

## La Alhambra y la cultura popular

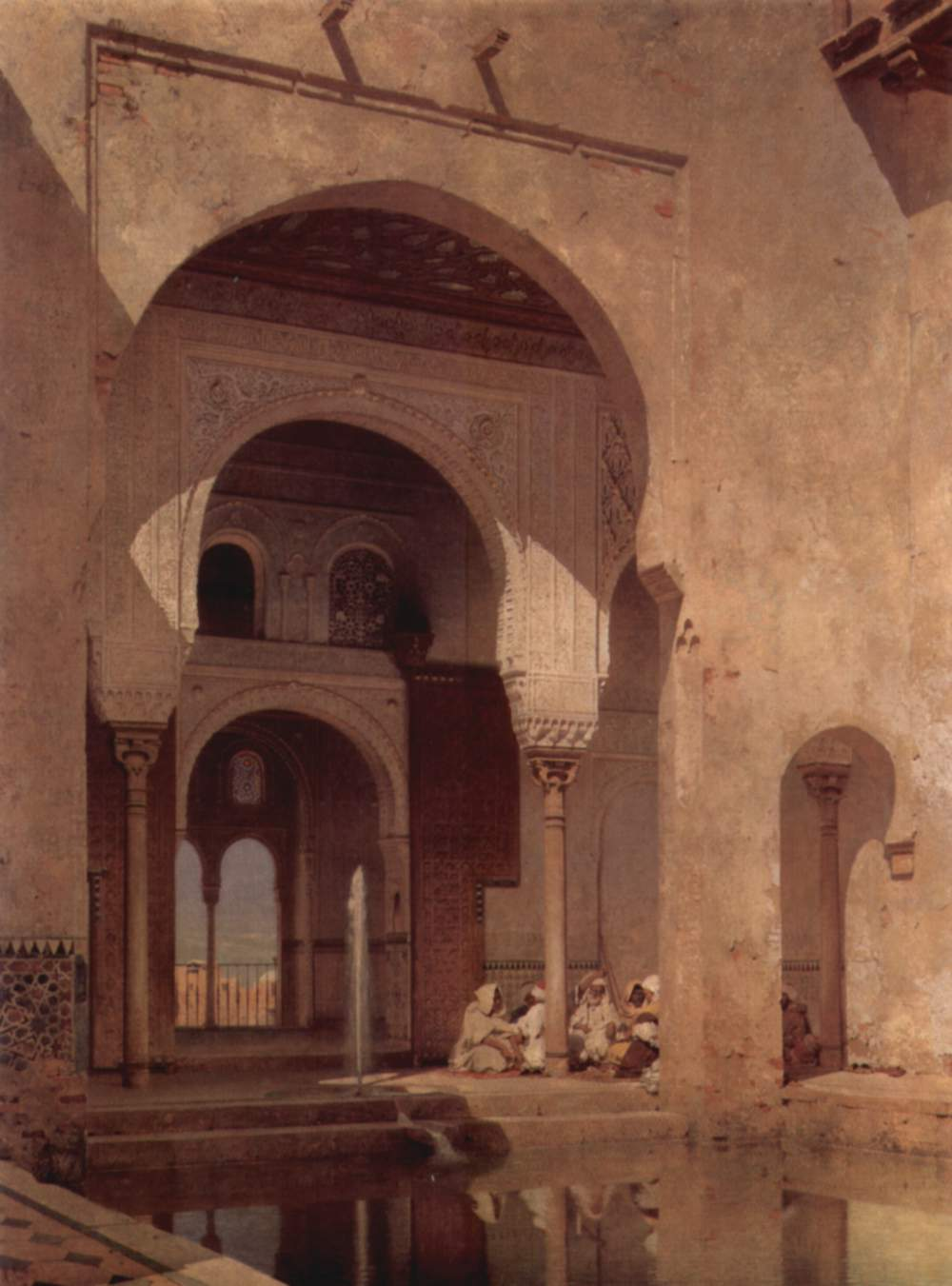
Alhambra, Adolf Seel, 1886

### Música
- El primer movimiento de la obra impresionista Noches en los jardines de España (1909-1915) de Manuel de Falla está ambientado en el Generalife.[44]
- Recuerdos de la Alhambra de Francisco Tárrega es una composición para guitarra también inspirada en esta fortaleza.[45]
- Eduardo Paniagua y El Arabí Serghini grabaron el disco Poemas de la Alhambra (2001) con los poemas de Ibn Zamrak que decoran las paredes y las fuentes de la Alhambra[46]
- En el año 2006 la cantante Loreena McKennitt dio un recital donde cantó canciones de todos sus discos. El recital fue recopilado en un DVD llamado Nights from the Alhambra. El concierto tuvo lugar en la sala de Carlos V.[47]
- En 1974, el grupo español Los Puntos grabó una canción dedicada a La Alhambra y a su recinto llamada Llorando por Granada, incluida en su disco Los Puntos, en la que hace referencia a la leyenda del Suspiro del Moro.
- En 2001, la soprano británica Sarah Brightman lanzó el disco Classics, una recopilación de temas musicales asociados a la música clásica y arias destacadas, que contiene el tema Alhambra en torno al monumento andaluz.[48]
- Allí se celebra el Festival Internacional de Música y Danza de Granada desde el año 1952.[49]

### Literatura
Ha inspirado a autores como:

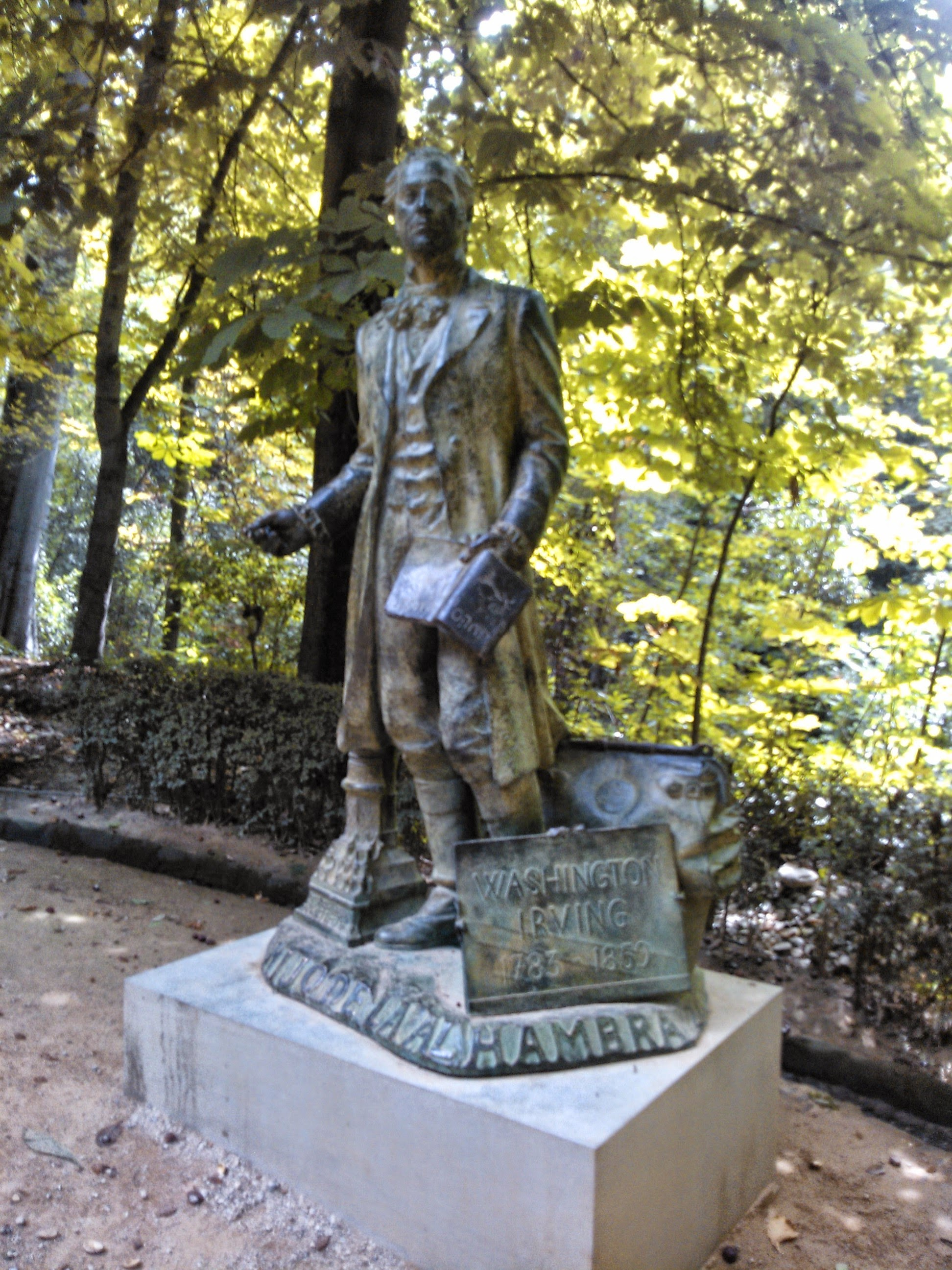
Estatua de Washington Irving en los jardines de la Alhambra

- Washington Irving en Cuentos de la Alhambra.[50]
- Francois René de Chateaubriand, con su obra Les aventures du dernier Abencérage.

### Cine
El conjunto monumental de la Alhambra y en particular sus jardines han servido de decorados naturales en múltiples ocasiones, entre las que cabe mencionar:
- La vida de Cristóbal Colón de Gérard Bourgeois (1916)
- El Dorado de Marcel L'Herbier (1921). El director dio un lugar destacado a sus jardines, fuentes y patrones arquitectónicos geométricos, que se convirtieron en algunas de las imágenes más destacadas de la película.
- Los Claveles de la Virgen de Florián Rey (1928)
- Alhambra o El Suspiro del Moro, de Antonio Graciani (1936)
- Violetas imperiales, de Richard Pottier (1952)
- Todo es posible en Granada, de José Luis Sáenz de Heredia (1954)
- Simbad y la Princesa de Nathan Juran (1958)
- Delirios de Grandeza de Gérard Oury (1971)
- Rocío y los Detonadores, de Fernando García Tola (1972)
- Alice et Martin, de André Techiné (1998)
- Los constructores de la Alhambra, de Isabel Fernández (2022)

##### Películas de animación
- Las películas animadas Hahmed, El Príncipe de la Alhambra y El Embrujo del Sur del director español Juan Bautista Berasategi, basadas parcialmente en los Cuentos de la Alhambra de Washington Irving.
- En Assassin's Creed (2016), se representa el patio de los Leones cuando el sultán Mohamed XII entrega la Manzana del Edén, un poderoso artefacto en el centro de la trama de la película, a cambio del regreso seguro de su hijo.
- En la película animada Tadeo Jones 2: El secreto del rey Midas (2017), se representa el Albaicín y el patio de los Leones.[52]

### Televisión
- La segunda temporada de la serie Isabel fue grabada en 2013 en algunas instalaciones de la Alhambra.[53]
- Carlos, Rey Emperador (2015)
- El drama coreano Recuerdos de la Alhambra (2018) se inspiró para su creación y grabación.

### Arquitectura
A partir del siglo XIX, con los revivals, renacimientos o movimientos neo, surge el neoárabe, que aglutina todas los artes musulmanes, incluidos el nazarí, donde se copian yeserías, azulejos, mocárabes y especialmente, sus columnas, como vemos en el palacio La Alhambra, el casino de Murcia, el Kiosco morisco, la Gran Sinagoga de Budapest, la Nueva Sinagoga de Berlín, o la Casa de los Cristales.[cita requerida]

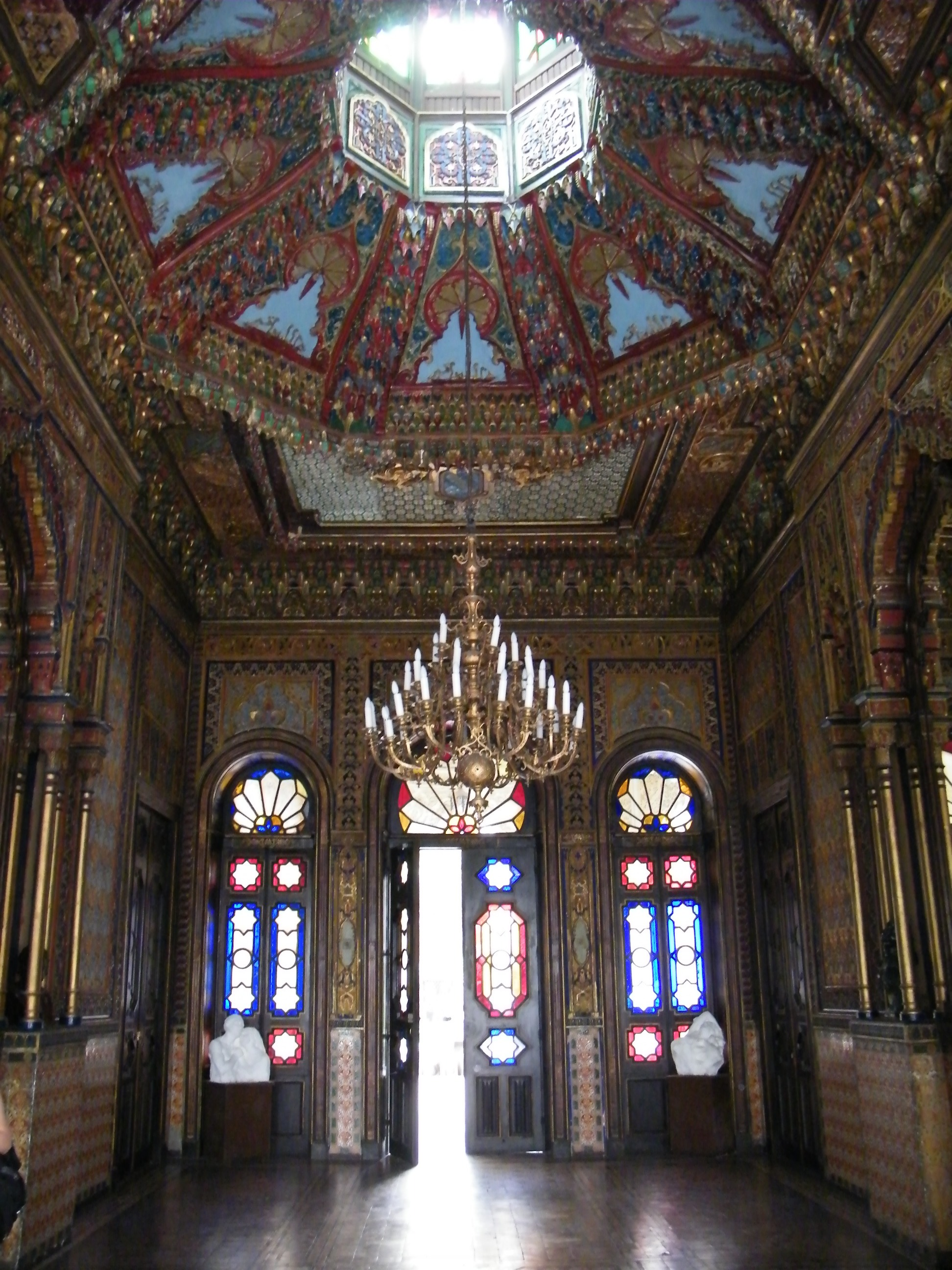
Palacio La Alhambra
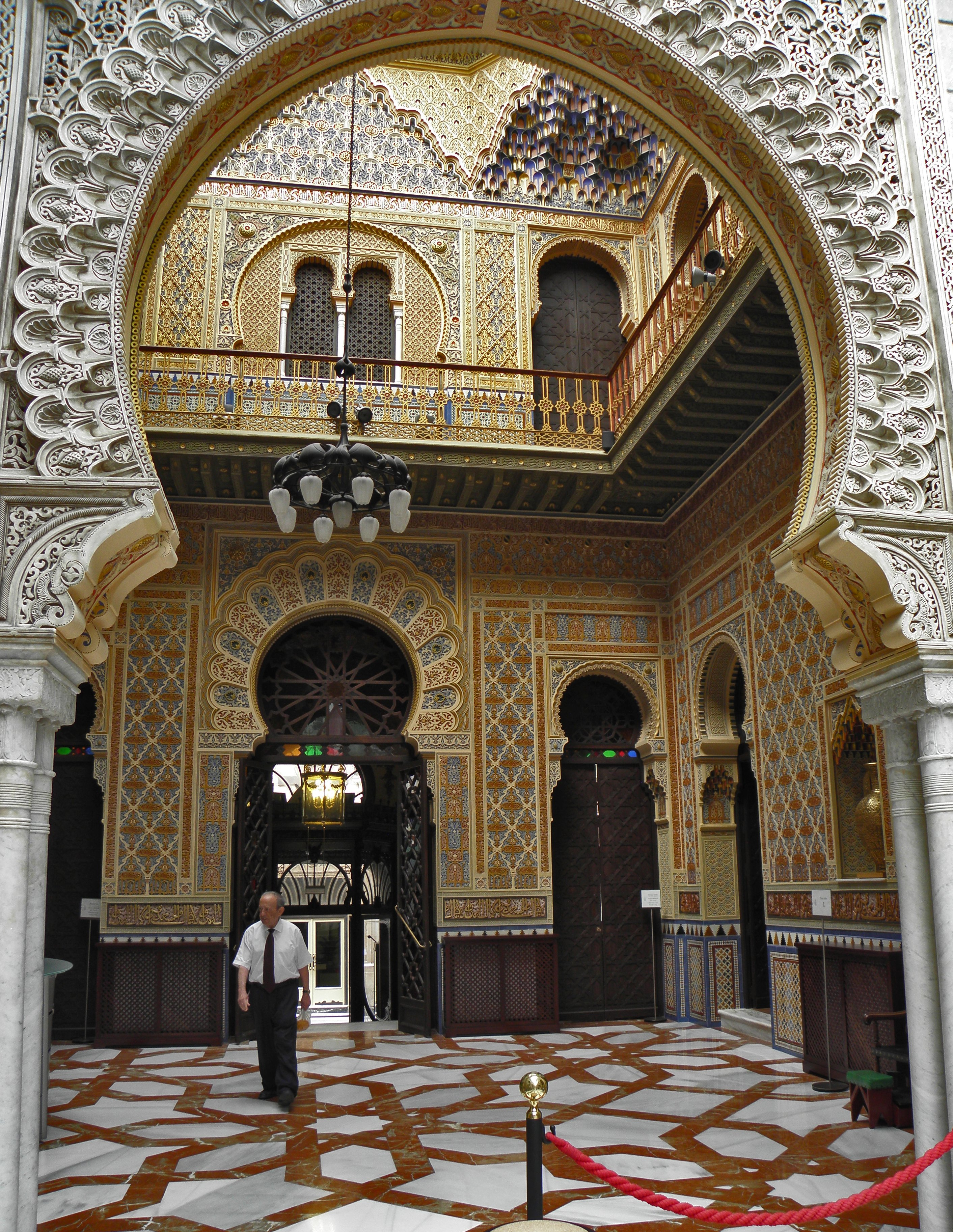
Casino de Murcia
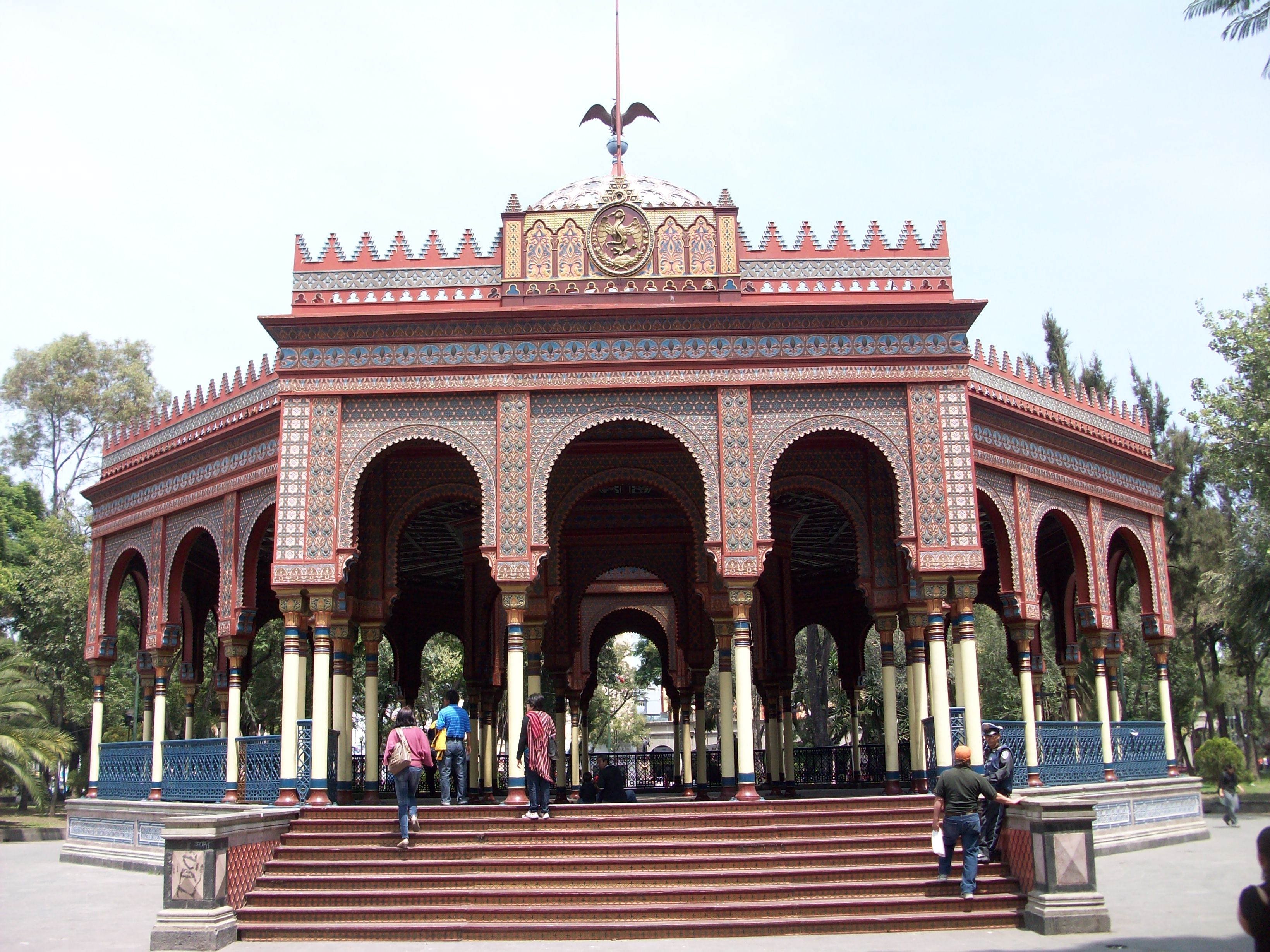
Kiosco morisco
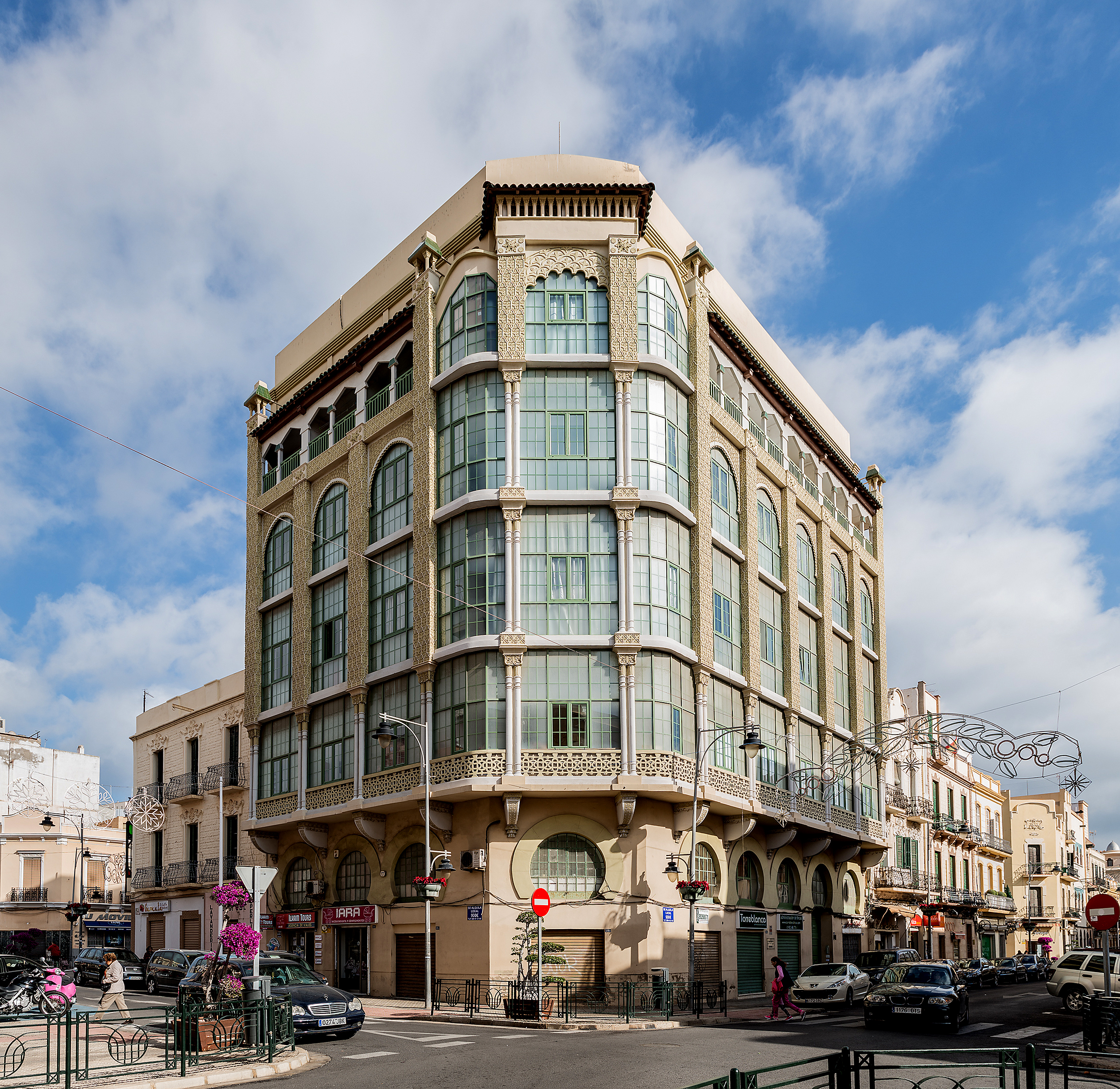
Casa de los Cristales

### Otros personajes vinculados a la Alhambra
- Henry Swinburne. Viajero inglés que visitó España en 1770. Publicó el libro Viaje alrededor de España, en el que se describía con gran precisión la Alhambra.[54] Swinburne fue un gran valedor del patrimonio árabe en la península ibérica y destacó la Alhambra como la visita más sobresaliente de su viaje y anticipó la visión de los viajeros románticos del siglo XIX.[55]
- Leopoldo Torres Balbás, arquitecto restaurador español al que se debe en gran parte la Alhambra tal como se conoce actualmente. Su trabajo terminó en gran parte con la tradición de restauraciones sin fundamento y destructivas de décadas anteriores. Restauró el Mexuar, el patio de los Leones y el de la Alberca, creó la nueva entrada a la Casa Real y reestructuró el Partal.[56]
- David Roberts fue un pintor romántico inglés que de viaje por España, realizó hasta 15 grabados sobre la Alhambra y Granada que fueron muy reproducidos después por varias publicaciones británicas y francesas y que contribuyeron a una gran difusión del monumento.[57]
- John Frederick Levis
- Richard Ford
- Teophile Gautier
- James Cavanah Murphy
- Girault de Prange
- Owen Jones
- Jules Goury
- Íñigo López de Mendoza y Quiñones, II conde de Tendilla, I marqués de Mondéjar, fue nombrado por los Reyes Católicos, en enero de 1492, alcaide de la Alhambra. Fue precisamente su hijo, III conde de Tendilla y II marqués de Mondéjar, quien impulsó la construcción del palacio de Carlos V. Su familia mantuvo el cargo de alcaide y la residencia en el palacio de Yusuf, hasta el siglo XVIII.
- Maestre Fernando de las Maderas.
- Pedro Machuca, pintor y arquitecto del palacio de Carlos V.
- Julio Aquiles y Alejandro Mayner pintores que decoraron el peinador de la reina y la sala de las frutas.
- Existe un asteroide del cinturón principal que llamado (3851) Alhambra en su honor.